# Хитровская площадь
Хитро́вская площадь (Хитро́в рынок, Хитро́вка) — площадь в Москве в Басманном районе Центрального административного  округа на территории Белого города (урочище Кулишки). Находится на месте снесённого в 2010 году дома 11а по Подколокольному переулку, между Подколокольным, Певческим, Петропавловским и Хитровским (название восстановлено в 1994 году) переулками. До 1917 года относилась к Мясницкой части города Москвы.
Площадь была создана и подарена городу в 1824 году генерал-майором Н. З. Хитрово, взявшим на себя расходы и хлопоты по благоустройству этой части Москвы после пожара 1812 года. Название площадь получила по имени своего создателя.
27 марта 1928 года было принято решение на Хитровской площади открыть сквер.
В 1935 году Хитровская площадь и одноимённый переулок получили имя Максима Горького. Площадь существовала даже после постройки в конце 1930-х годов на ней типового здания школы (д. 11а).
Хитровская площадь является композиционным и смысловым центром выявленного объекта культурного наследия — Достопримечательное место «Хитровка» и находится на месте одного из древнейших поселений вятичей — Подкопаево, являющемся памятником археологии с региональной категорией охраны.

## История

### Создание площади

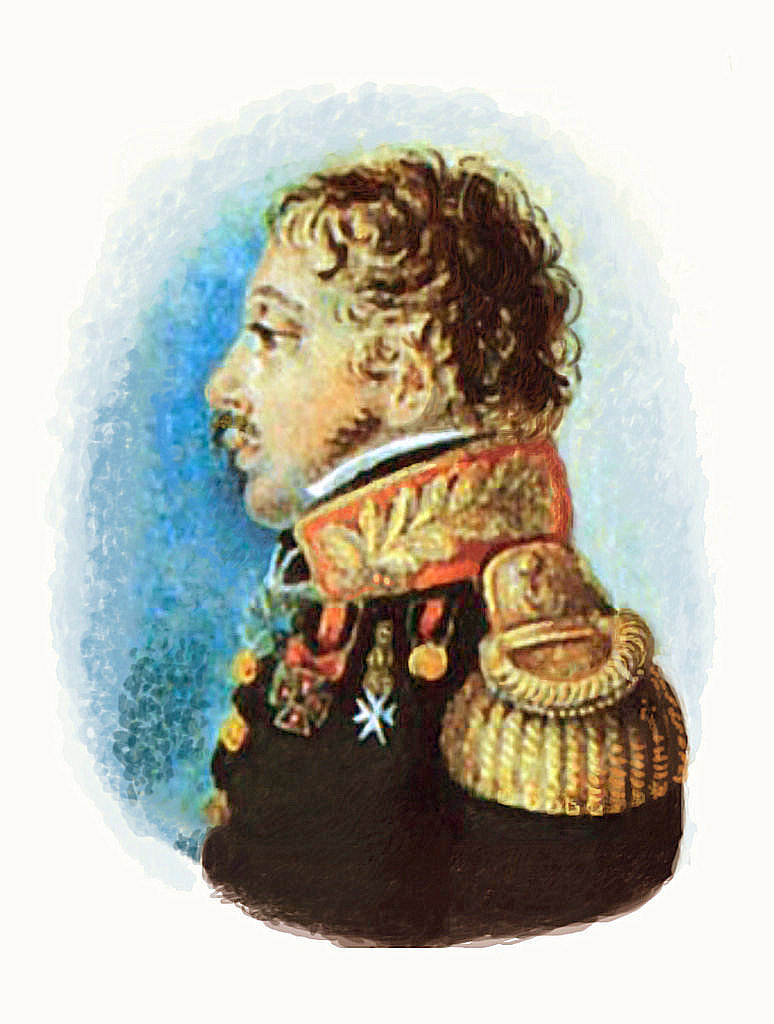
П. Э. Рокштуль. Портрет генерал-майора Н. З. Хитрово. Бумага, акварель. Сер. 1810-х

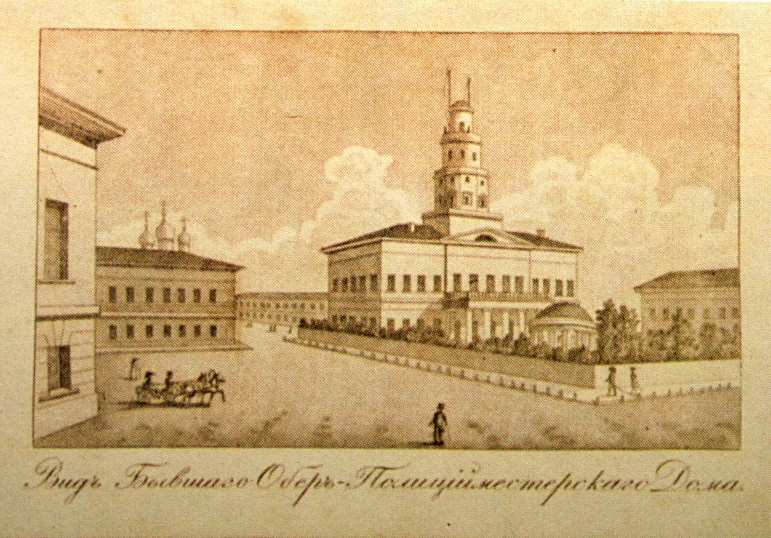
Первое изображение Хитровской площади на плане Москвы 1825 года. Издание Т. Сыроежкина и А. Трухачёва. «Вид бывшего Обер-Полицмейстерского дома»

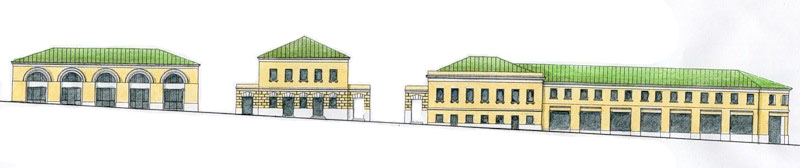
Южная сторона

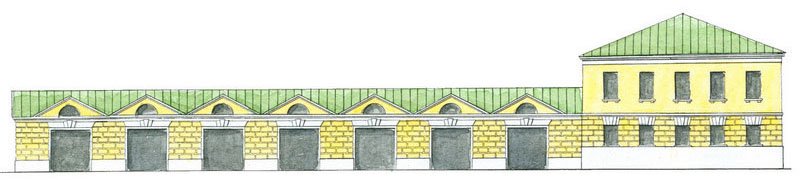
Восточная сторона

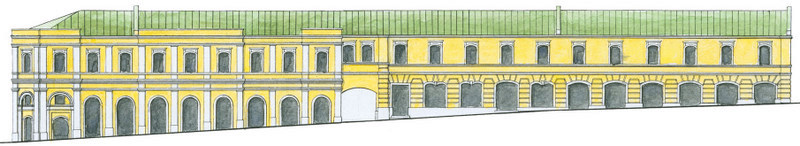
Западная сторона

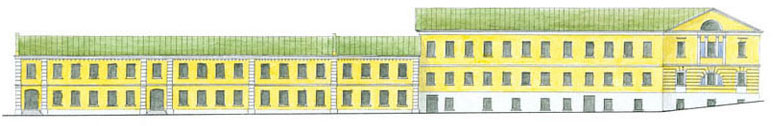
Северная сторона

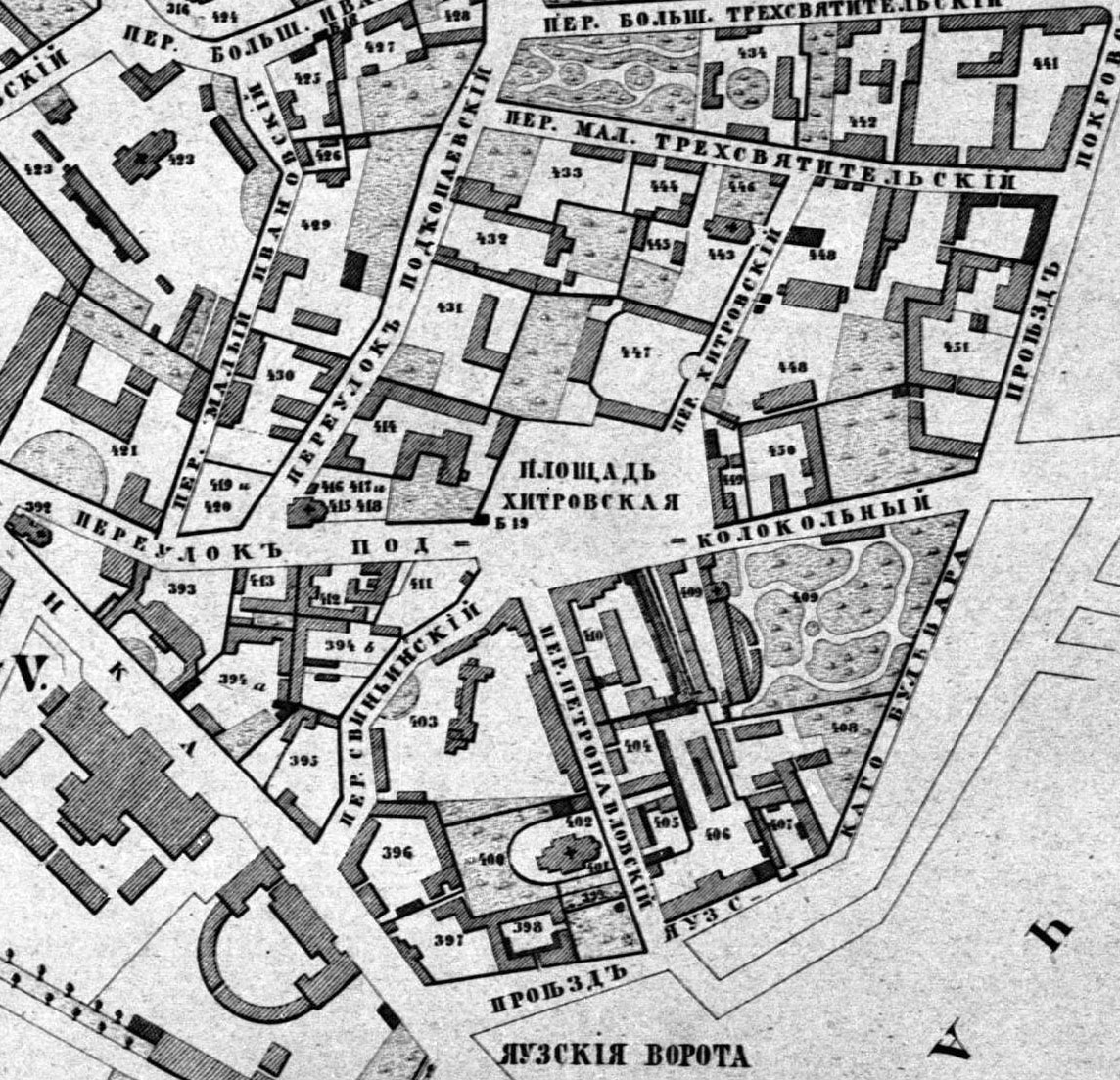
Хитровский переулок и Хитровская площадь на плане Алексея Хотева. 1853.

На месте Хитровской площади находились два владения, выгоревшие в Московском пожаре 1812 года. Усадьбы почти десятилетие не восстанавливались, а их хозяева не в состоянии были платить налоги.
В 1824 году генерал-майор Николай Хитрово, особняк которого сохранился во дворе нынешнего «сталинского» дома (архитектор И. А. Голосов) на углу Яузского бульвара и Подколокольного переулка, выкупил владения погорельцев с аукционного торга, обустроил на их месте новую площадь и подарил её городу. Работы по созданию новой площади проводились на средства Хитрово военно-рабочими с дозволения тогдашнего Московского генерал-губернатора Д. В. Голицына. На территории своего владения, простиравшегося от Яузского бульвара до Петропавловского переулка, он построил торговые ряды с подворьем для торговцев мясного и зеленного рынка (южная сторона Хитровской площади).
Детали этого дела подтверждаются сохранившейся перепиской Н. З. Хитрово и Д. В. Голицына:

Милостивый Государь, князь Дмитрий Владимирович!
Я имею честь представить, что земля... мною куплена для площади и дом мой устроен под сие назначение, осмеливаюсь возобновить мою просьбу о решительном Вашего Сиятельства повелении, тем более, что оно точно сходно с волею, объяснённую мне Вашим Сиятельством 13-го Декабря прошедшего года, где именно по снисхождению Вашего Сиятельства, изволили написать сии строки: «что… я готов дозволить на месте Вами предполагаемом устроить новую площадь, на коей можно будет выставить и флаг, для торговли по желанию торгующих, с тем однако ж, если Ваше превосходительство на сие будете согласны и пожертвуете для спланирования места тысячу рублей».
Основываясь на сём благосклонном отзыве, я приобрёл сие место и сделал значительные издержки ... единственно покорнейше прошу, согласно с волею Вашею устроить новую площадь ... и потому жертвую сие приобретённое мною место, на правилах в вышеописанной моей докладной записке...
— Хитрово. Сентября 25 дня 1824-го года. Москва.
Н. З. Хитрово возвёл на «южной стороне» площади торговые ряды с жилыми подворьями. В состав построек вошли два здания XVII века Певческого подворья Крутицкого Митрополита. После смерти Хитрово в 1827 году торговые ряды перешли к другим владельцам и в перестроенном виде сохранились до нашего времени.
Но дело Хитрово было продолжено, и вместо «палисадов», посаженных им «для благовидимости» вокруг незастроенных трёх сторон, были построены торговые ряды.
В 1837 году известный масон и мистик А. П. Протасов построил торговые ряды с «восточной стороны» Хитровской площади. Здания были разобраны Почётными гражданами Москвы Карзинкиными и Телешовыми для устройства сада незадолго до революции.
В 1860-е годы торговые ряды построены на «западной стороне» Хитровской площади во владении П. В. Степанова (с 1872 года, после его смерти, принадлежавшем его дочери Е. П. Ярошенко). В то же время был построен доходный дом Александрийского подворья и «дом-Утюг». Во дворе торговых рядов сохранились палаты стольника и воеводы Е. И. Бутурлина, построенные в 1650-е годы.
Последней сформировалась «северная сторона» площади — в 1880-е годы. Угловой дом этой стороны существует с XVIII века — это сохранившийся флигель усадьбы Лопухиных-Волконских-Кирьяковых, в котором на втором этаже родился русский композитор и пианист А. Н. Скрябин.
Перед крупными церковными праздниками и в воскресные дни торговали и на самой площади с переносных лотков.

### После 1860-х годов
Отмена крепостного права способствовала притоку населения в города. Рынок в это время характеризовался недостатком квалифицированных рабочих кадров при одновременном избыточном предложении неквалифицированной рабочей силы. Закономерным явлением любого экономического кризиса является безработица. При практически полном отсутствии социальной политики и трудового законодательства (в особенности это касается работавших не в промышленности) огромная масса рабочего люда Российской империи с трудом сводила концы с концами. Большое скопление безработных в ночлежных домах на Хитровской площади, которая выполняла функцию биржи труда, неизбежно привело к обострению криминогенной и антисанитарной обстановки.
В книге «Москва и москвичи» В. Гиляровский художественно описал эти места, хорошо зная нравы и уклад улиц тогдашней Москвы:

Полицейские протоколы подтверждали, что большинство беглых из Сибири уголовных арестовывалось в Москве именно на Хитровке. Мрачное зрелище представляла собой Хитровка в прошлом столетии. В лабиринте коридоров и переходов, на кривых полуразрушенных лестницах, ведущих в ночлежки всех этажей, не было никакого освещения. Свой дорогу найдёт, а чужому незачем сюда соваться!

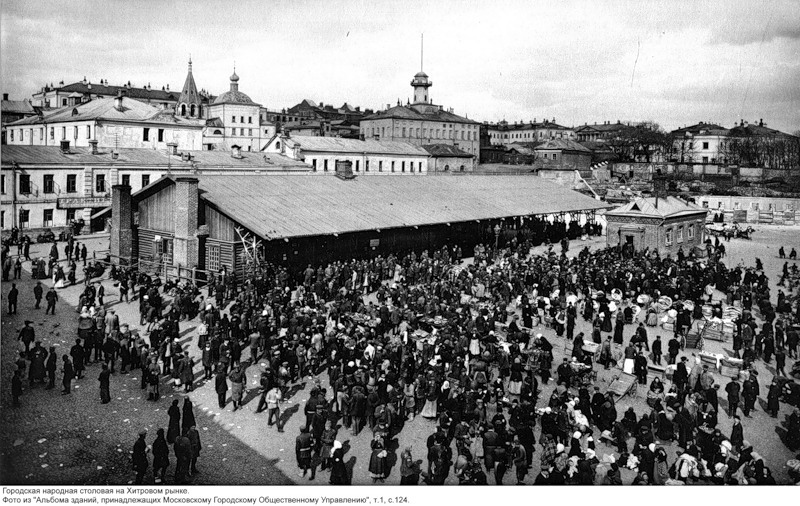
Биржа труда и Городская народная столовая на Хитровской площади. 1917 год.

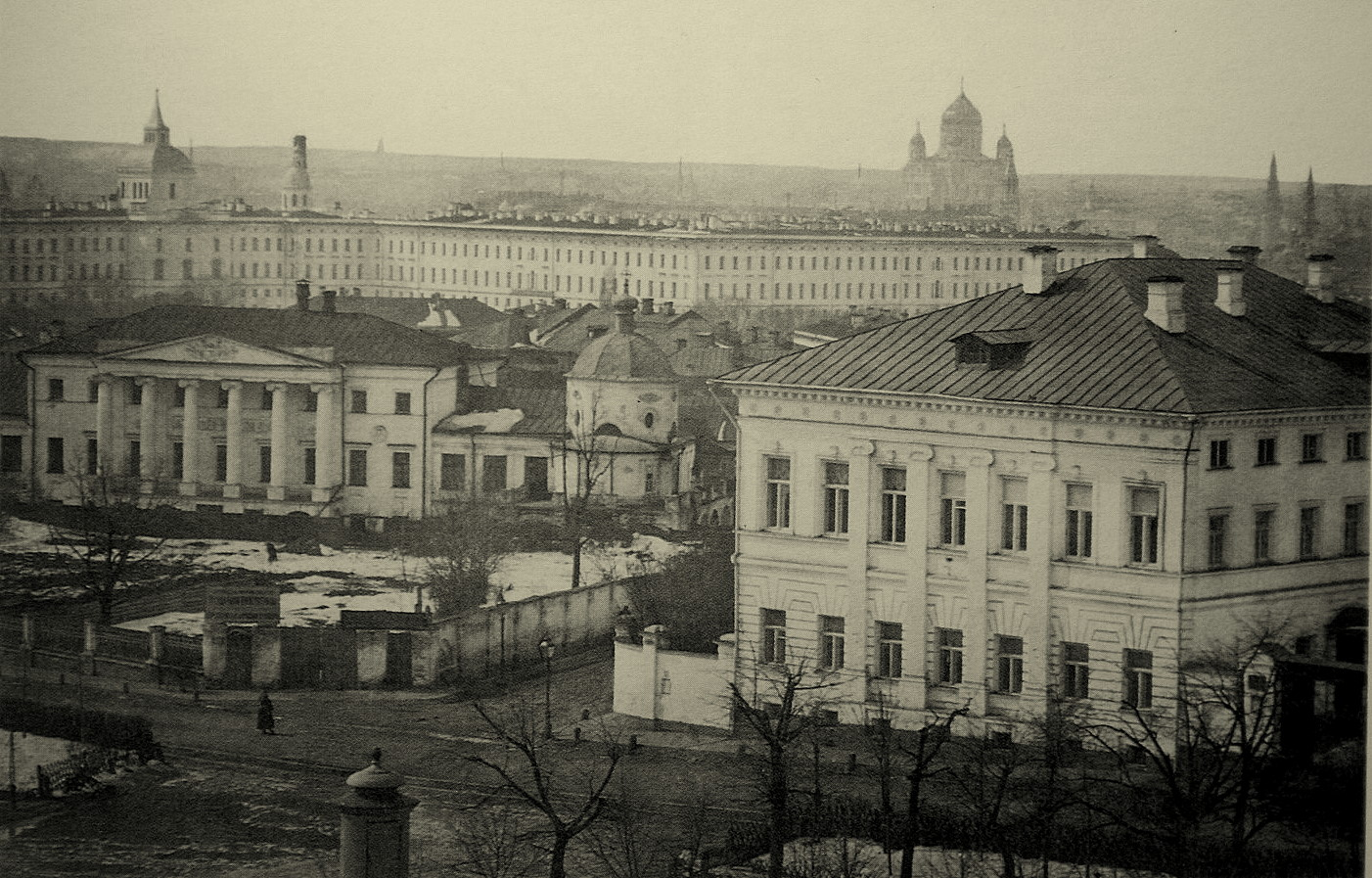
Дом Н. З. Хитрово — Орловская лечебница с домовой Смоленской церковью и дом Телешовых-Карзинкиных в начале XX века. Вид от Покровского бульвара.

В апреле 1873 года московский обер-полицмейстер Николай Устинович Арапов (1825—1884) подал рапорт генерал-губернатору В. А. Долгорукову, изложив положение на Хитровом рынке и предложив перенести его на Конную площадь. Перенос рынка сделал бы центральную часть города более безопасной как в криминальном, так и в санитарном отношении, полагал обер-полицмейстер. Доклад Арапова был направлен на рассмотрение Московской городской думы. «Комиссия о пользе и нуждах общественных» провела расследование и решила, что перенос Хитрова рынка на Конную площадь «невозможен в связи с недостаточностью причин». «По мнению членов Комиссии и гласных Думы, перенос рынка не решил бы проблему, а только изменил бы её локализацию. В то же время большое скопление полицейских в центральной части Москвы позволяло поддерживать порядок на Хитровской площади лучше, чем на окраинах города. Ознакомившись с доводами Думы, генерал-губернатор отклонил предложение московского обер-полицмейстера».
В 1880-х годах в углу Хитровской площади был построен металлический навес для биржи труда. Здесь искали свою работу освобождённые от крепостной зависимости крестьяне. Люди нанимались как сезонные рабочие по строительным специальностям. Московские здания того времени построены их руками. Документы, газеты доносят до нас сведения, что на Хитровской площади собиралась и безработная интеллигенция. На месте торговых рядов открылись недорогие трактиры, харчевни и питейные заведения. В целях благотворительности устраивалось бесплатное питание для неимущих. Окружающие площадь дома были перестроены в ночлежные, построены также доходные дома с дешёвыми квартирами. Непосредственно на площадь выходили ночлежные дома во владениях: Ярошенко, Бунина, Кулакова, Румянцева. В доме Н. З. Хитрово была устроена Орловская лечебница для оказания медицинской помощи обитателям Хитровки. При Орловской лечебнице находилась несохранившаяся Смоленская домовая церковь, священник которой духовно окормлял хитрованцев.

Ранние годы дали мне много впечатлений. Получил я их «на дворе». Во дворе стояла постоянная толчея. Работали плотники, каменщики, маляры, сооружая и раскрашивая щиты для иллюминации. Приходили получать расчёт и галдели тьма народу. Заливались стаканчики, плошки, кубастики. Пестрели вензеля. В амбарах было напихано много чудесных декораций с балаганов. Художники с Хитрова рынка храбро мазали огромные полотнища, создавали чудесный мир чудовищ и пёстрых боев. Здесь были моря с плавающими китами и крокодилами, и корабли, и диковинные цветы, и люди с зверскими лицами, крылатые змеи, арабы, скелеты — все, что могла дать голова людей в опорках, с сизыми носами, все эти «мастаки и архимеды», как называл их отец. Эти «архимеды и мастаки» пели смешные песенки и не лазили в карман за словом. Слов было много на нашем дворе — всяких. Это была первая прочитанная мною книга — книга живого, бойкого и красочного слова. Здесь, во дворе, я увидел народ. Я здесь привык к нему и не боялся ни ругани, ни диких криков, ни лохматых голов, ни дюжих рук. Эти лохматые головы смотрели на меня очень любовно. Мозолистые руки давали мне с добродушным подмигиваньем и рубанки, и пилу, и топорик, и молотки и учили, как «притрафляться» на досках, среди смолистого запаха стружек, я ел кислый хлеб, круто посоленный, головки лука и чёрные, из деревни привезенные лепешки. Здесь я слушал летними вечерами, после работы, рассказы о деревне, сказки и ждал балагурство. Дюжие руки ломовых таскали меня в конюшни к лошадям, сажали на изъеденные лошадиные спины, гладили ласково по голове. Здесь я узнал запах рабочего пота, дёгтя, крепкой махорки. Здесь я впервые почувствовал тоску русской души в песне, которую пел рыжий маляр. И-эх и темы-най лес... да эх и темы-на-ай... Я любил украдкой забраться в обедающую артель, робко взять ложку, только что начисто вылизанную и вытертую большим корявым пальцем с сизо-желтым ногтем, и глотать обжигающие щи, крепко сдобренные перчиком. Многое повидал я на нашем дворе и весёлого и грустного. Я видел, как теряют на работе пальцы, как течёт кровь из-под сорванных мозолей и ногтей, как натирают мертвецки пьяным уши, как бьются на стенках, как метким и острым словом поражают противника, как пишут письма в деревню и как их читают. Здесь я получил первое и важное знание жизни. Здесь я почувствовал любовь и уважение к этому народу, который всё мог. Он делал то, чего не могли делать такие, как я, как мои родные. Эти лохматые на моих глазах совершали много чудесного. Висели под крышей, ходили по карнизам, спускались под землю в колодезь, вырезали из досок фигуры, ковали лошадей, брыкающихся, писали красками чудеса, пели песни и рассказывали дух захватывающие сказки...
Во дворе было много ремесленников — бараночников, сапожников, скорняков, портных. Они дали мне много слов, много неопределённых чувствований и опыта. Двор наш для меня явился первой школой жизни — самой важной и мудрой. Здесь получались тысячи толчков для мысли. И всё то, что тёплого бьётся в душе, что заставляет жалеть и негодовать, думать и чувствовать, я получил от сотен простых людей с мозолистыми руками и добрыми для меня, ребёнка, глазами.

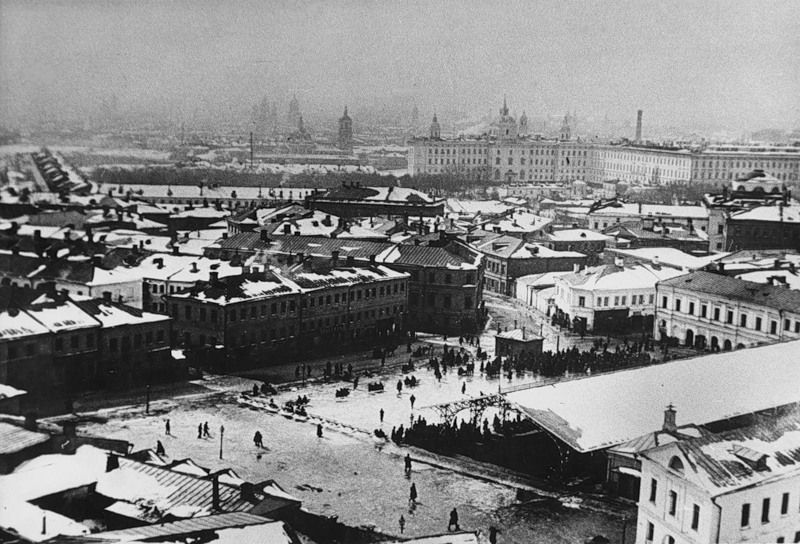
Вид Хитровской площади с каланчи Мясницкой полицейской части. Зима 1916 года.

У многих это место ассоциируется именно с «дном» (пьеса Максима Горького, имеющая в контексте иной смысл, также послужила тому причиной). Установлено также, что «натуру» для пьесы «На дне» Горький черпал в районе трущобной «Миллионки» Нижнего Новгорода.

Большую помощь оказал Горький. К будущему спектаклю им была прислана большая партия фотографий, специально заказанная и выполненная другом писателя известным фотографом М. П. Дмитриевым. Это были многочисленные виды нижегородских ночлежных домов, снимки босяков, странников, нищих, сидящих на земле, стоящих подле ночлежных домов, крючников в лаптях. Весь этот обширный материал был тщательно отобран писателем. Многие фотографии были снабжены пометками Горького. Так, на одном из групповых снимков, изображающих ночлежников, Горьким сделана приписка: «Грим для Сатина. Высокий, худой, прямой». На другой фотографии писатель делает пометку, указывая на одного из нищих: «Грим для Луки. Не забывать — Лука лысый». В. И. Качалову, игравшему Барона, Горький прислал фотографии барона Бухгольца, спившегося босяка, попавшего в нижегородскую ночлежку. Эти фотографии послужили артисту превосходным материалом для создания сценического образа, костюма и грима Барона.

В 1902 году Станиславский, Немирович-Данченко и художник Симов приходили изучать быт «низов» на Хитровку для постановки этой пьесы в Московском художественном театре. Станиславский вспоминал:

В самом центре большой ночлежки находился тамошний университет с босяцкой интеллигенцией. Это был мозг Хитрова рынка, состоявший из грамотных людей, занимавшихся перепиской ролей для актёров и для театра. Они ютились в небольшой комнате и показались нам милыми, приветливыми и гостеприимными людьми. Особенно один из них пленил нас своей красотой, образованием, воспитанностью, даже светскостью, изящными руками и тонким профилем. Он прекрасно говорил почти на всех языках, так как прежде был конногвардейцем. Прокутив своё состояние, он попал на дно, откуда ему, однако, удалось на время выбраться и вновь стать человеком. Потом он женился, получил хорошее место, носил мундир, который к нему очень шел.
«Пройтись бы в таком мундире по Хитрову рынку!» — мелькнула у него как-то мысль.
Но он скоро забыл об этой глупой мечте... А она снова вернулась... ещё... ещё... И вот, во время одной из служебных командировок в Москву он прошелся по Хитрову рынку, поразил всех и... навсегда остался там, без всякой надежды когда-нибудь выбраться оттуда.
Все эти милые ночлежники приняли нас, как старых друзей, так как хорошо знали нас по театру и ролям, которые переписывали для нас. Мы выставили на стол закуску, то есть водку с колбасой, и начался пир. Когда мы объяснили им цель нашего прихода, заключающуюся в изучении жизни бывших людей для пьесы Горького, босяки растрогались до слёз. «Какой чести удостоились!» — воскликнул один из них.

Через несколько дней после посещения Хитровки Станиславский вместе с Симовым и его помощником К. Сапуновым принялись за изготовление макетов. Все, что увидели Симов и Станиславский на Хитровке, своеобразно претворялось в макетах. Художник не стремился буквально воспроизвести «казённо прямолинейные помещения ночлежек», они были не интересны. Симов и Станиславский создавали в макете обобщенно-типический образ «дна».

В советское время Хитровский переулок назывался переулком Максима Горького, пока ему не возвратили историческое название.
Персонажи, образы и события, описанные Гиляровским, перенесены частично из Нижнего Новгорода и Вологды в бытность проживания там писателя.
Книги Гиляровского помогли сохранить в памяти москвичей Хитровку рубежа XIX—XX веков. Но он посещал её не в лучшие времена, когда здесь находились ночлежные дома, и Москва была полна стекавшимся в поисках работы народа. Однако этим периодом история Хитровки не ограничивается, ведь это — древнейший район Белого города, складывавшийся столетиями.

### Известные люди, связанные с районом Хитровской площади
Район Хитровской площади можно смело назвать местом исключительной государственной, исторической и культурологической ценности.

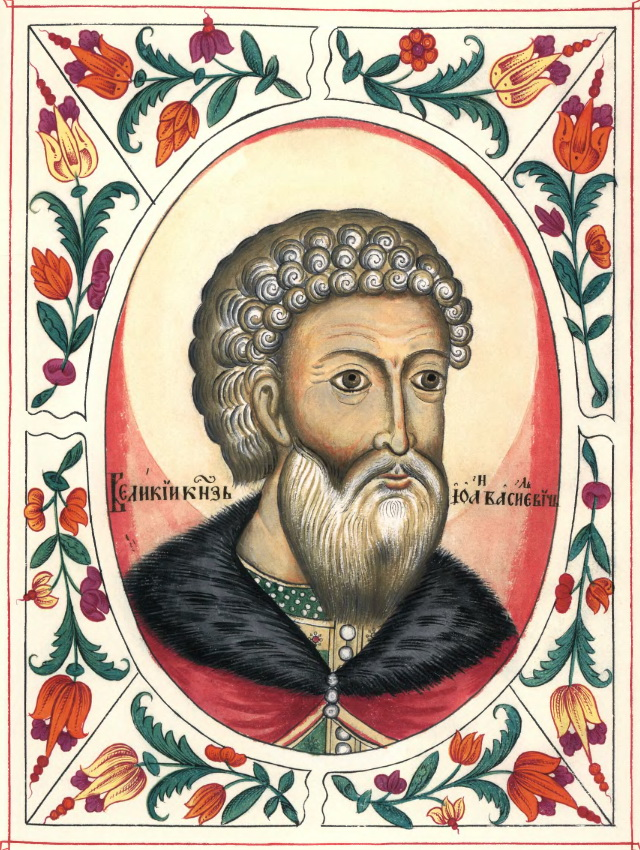
Портрет Ивана III из «Царского титулярника» (XVII век).

В 1493 году государь и великий князь Иван III после сильнейшего пожара, истребившего его дворец в Кремле, некоторое время жил у церкви Николы в Подкопаях, пока не был выстроен новый дворец.
Об этом два раза сообщает великокняжеский летописец:

Того же лета (7001), июля 16, во вторникъ, въ 11 часъ дни, зажже громъ с молоньею.... А изъ Заречья въ граде загореся князя великого дворъ и великіе княгини и оттоле на Подоле житници загорешяся и дворъ князя великого новой за Архаггеломъ выгоре и митрополичъ дворъ выгоре и оу Пречистые олтарь огоре подъ немецкимъ железомъ и во граде всеа лачюги выгореша, понеже бо не поспеша поставляти хоромъ после вешняго пожара, и церквы Иоаннъ Предтеча оу Боровицкихъ вороть выгоре и западе. И изъ города торгь загореся и оттоле посадъ выгоре возле Москву до Зачатия на Востромъ конць и по Васильевский Лугъ и по Все Святые на Кулишки и Стретенска оулица вся выгоре до Вьсполья и церковь каменаа оу Сретеніе огоре. И много бо тогда людемъ скорбости бысть: больший двою соть человекъ згоре людей, а животовъ бесчислено выгоре. А все то погоре единого полудни, а летописець и старые людие сказывають: какъ Москва стала, таковъ пожарь не бывалъ. Тогда же стоялъ князь великий оу Николы оу Подкопаева, оу Яузы, въ крестьянскихъ дворехъ...
«Въ лето 7002, месяца ноября,<…> въ 10, в недѣлю, вшелъ князь великій в новой дворъ жити въ граде на Москве, а стоялъ после пожара оу Николы оу Подкопаева на крестьяньскихъ дворехъ».

В местности Кулишки, к которой относится и нынешняя Хитровка, издревле селилась московская знать. Согласно «росписному списку» 1638 года здесь было два боярских двора — бояр Ф. И. Шереметева и Ю. Я. Сулешева. У церкви Петра и Павла находился двор Касимовского царевича Сеид-Бурхан Араслановича. Здесь находилось 27 княжеских дворов — Арбертусовых, Армаметевых, Ванбальских, Волконских, Вяземских, Долгоруковых, Засекиных, Кудащ, Львовых, Мамаевых, Мещерских, Морткиных, Мстиславских, Пожарских, Урусовых, Шейдяковых, Шеховских, Шербатовых, Щетининых и др. Упоминаются дворы двух стольников, дворы подьячих, гостей и людей прочих рангов и званий.
В середине XVII века в приходе церкви Николы в Подкопаях находилась усадьба Лукьяна Голосова. По его фамилии был назван исчезнувший в 1745 году Голосов переулок.
В Подколокольном переулке в XVII веке находилось Певческое подворье Крутицкого Митрополита (с 1980-х годов здесь размещается СМУ Трансинжстроя).
Более ста лет (с 1665 по 1772 год) эти места были родовым гнездом Лопухиных.
На месте сохранившегося дома княгини Н. С. Щербатовой, который приобрёл и перестроил Н. З. Хитрово, находилась усадьба сподвижника Петра Великого — Фёдора Головина.
Интересна судьба Степана Андреевича Колычёва, любимца Петра Первого, первого герольдмейстера России. Здесь, на Кулишках, родился и вырос его сын Алексей Степанович, а потом и внук — Степан Алексеевич, который впоследствии стал выдающимся дипломатом и сыграл ключевую роль в выводе наших русских из Швейцарии, когда Суворов был в опале. Известна его переписка с Талейраном. Российский вице-канцлер. Посол в Вене, Париже. Командор Мальтийского ордена. Был женат на родной сестре Н. З. Хитрово Наталье.
Позже, с 1753 года по 1853, здесь жила семья Свиньиных: это был «каменный трёхэтажный дом с двумя флигелями, каменным хозяйственным корпусом и прочими строениями, расположенными в первом квартале Мясницкой части». Глава дома — Свиньин Пётр Сергеевич (1734—1813), генерал-поручик, действительный тайный советник, сенатор (1796), кавалер — был уважаемым человеком и хлебосольным хозяином. Переулок, прилегающий к их усадьбе, был назван Свиньинским. Именно здесь 23 декабря 1825 года был арестован последний представитель этой ветви рода Свиньиных Пётр Павлович (1801—1882) — поручик лейб-гвардии Кавалергардского полка, член (с сентября 1825) петербургской ячейки Южного общества — доставлен в Петербург и заключён в Петропавловскую крепость. 13 июня 1826 Высочайше повелено выпустить и перевести тем же чином в полки 2-й армии. Пётр Свиньин был уволен от службы ротмистром 16 января 1831 года. С этого времени он поселился в Москве, где за ним был установлен секретный надзор. Похоронены Свиньины в Симоновом монастыре.
Сам Н. З. Хитрово был зятем Михаила Илларионовича Кутузова.
Композитор А. Н. Скрябин был крещён в Церкви Трёх Святителей, что на Кулишках, в ней же крестили сестру Ф. И. Тютчева, отпевали его малолетнего брата (в обоих случаях несовершеннолетний будущий поэт был восприемником). Здесь же венчался архитектор Пётр Барановский.
Великая княгиня Елизавета Фёдоровна, основательница Марфо-Мариинской обители, открыла в монастыре школу для сирот и детей. С 1913 года сёстры Обители обходили ночлежные дома, доставляли в приюты детей, делали перевязки больным, устраивали желающих на работу.

Елисавета Феодоровна в сопровождении своей келейницы Варвары Яковлевой или сестры обители княжны Марии Оболенской, неутомимо переходя от одного притона к другому, собирала сирот и уговаривала родителей отдать ей на воспитание детей. Все население Хитрова уважало её, называя «сестрой Елисаветой» или «матушкой».<...> Мальчиков, вырванных из Хитровки, она устраивала в общежития. Из одной группы таких недавних оборванцев образовалась артель исполнительных посыльных Москвы. Девочек устраивала в закрытые учебные заведения или приюты, где также следили за их здоровьем, духовным и физическим.

Святой праведный о. Алексий (Мечёв) в начале своей пастырской деятельности в храме Святителя Николая в Клённиках посещал Хитров рынок, где проводил беседы с завсегдатаями.
Эти места во второй половине XIX века — начале XX века неоднократно посещались Л. Н. Толстым, Г. И. Успенским, Т. Л. Щепкиной-Куперник, литераторами, художниками и артистами.
На Хитровке, в нищете, закончил жизнь А. К. Саврасов.

### Советский период
После Октябрьской революции преступность на Хитровке достигла небывалых размеров. По решению Моссовета в 1920-x годах Хитров рынок «был зачищен», а к столетию площади на ней был разбит зелёный сквер. В старых ночлежных домах в это время образуются жилищные товарищества, просуществовавшие относительно недолго. Знаменитый дом «Утюг», описанный Гиляровским, был трёхэтажным. Однако не был снесён, как утверждал журналист, а надстроен двумя этажами жилищным товариществом по проекту известного архитектора И. П. Машкова в 1925 году.
В 1930-х годах на площади построено типовое здание школы, которое после перестройки стало Электромеханическим техникумом, а потом и колледжем. В 1930 году открыто трамвайное движение по Подколокольному переулку, а в 1938 году — временная ветка по Певческому переулку (в связи с закрытием движения по Яузскому бульвару); линии по переулкам окончательно сняты в 1963 году.
Митрополит Питирим вспоминал:

Помню Хитров рынок у Яузских ворот. На него можно было попасть, если идти вниз по Старосадскому и Спасоглинищевскому переулкам. В моё время это было, конечно, уже не горьковское «дно», и название было уже не Хитров, а «Колхозный», но понятие «Хитровка» оставалось. Торговали там морковкой, зеленью и прочими подобными вещами.

Известный москвовед В. Б. Муравьёв в детстве жил в этих краях:

Я жил у Яузских ворот, возле церкви Николы в Серебряниках. Мама моя была учительницей начальной школы, мы жили без отца — он по обычаю 1920-х годов покинул нас, как только я родился. Мама работала, поэтому я оставался один и был предоставлен сам себе. И я по этому древнему месту гулял: когда маленький был — во дворе сидел, а уже лет в пять-шесть начал ходить подальше — на Швивую горку (как уже гораздо позже назвали Красный холм), и до Красной площади доходил. И вот эти переулочки, теплота старых домов, теплота камня — всё это тоже воспитывало.
Воспитывали также и воспоминания. Наша семья жила здесь давно — по семейным преданиям, с 1813 года. Я рос в атмосфере этих преданий, старых рассказов об этих местах. А эти места — Таганский холм, Швивая горка, Хитров рынок. Интересно, что у нас в семье очень не любили Гиляровского. Тетка моя прямо говорила: «Врёт он, все врёт, никаких убийств, никаких бандитов на Хитровке не было. Были нормальные люди». Потом я стал встречать похожие отзывы и в московских мемуарах. Таково уж влияние журналистов, в частности, Гиляровского, который, надобно сказать, по его собственному признанию, писал о «страшных» местах — о Трубе, о Хитровке, о преступлениях и тому подобном потому, что вместо пяти копеек за обычную корреспонденцию за такую платили по пятнадцать копеек. А на читателя это производило очень большое впечатление, гораздо большее, чем, скажем, описание той же самой Хитровки в рассказе Антона Павловича Чехова «Попрыгунья» — совсем другими красками и в связи с другими персонажами, которые тоже там жили.

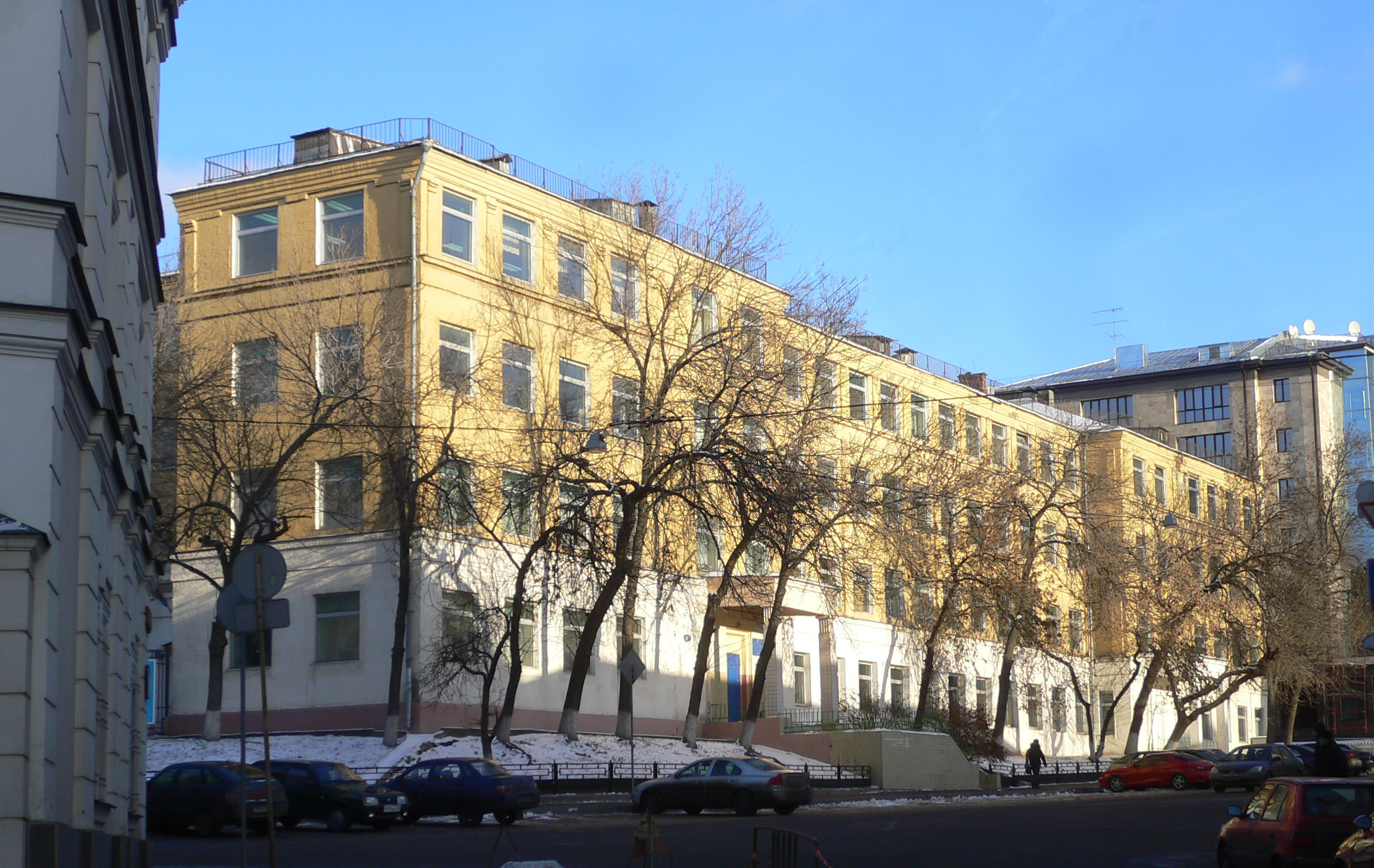
Электромеханический колледж (бывшая школа). Вид до сноса в 2010 году.
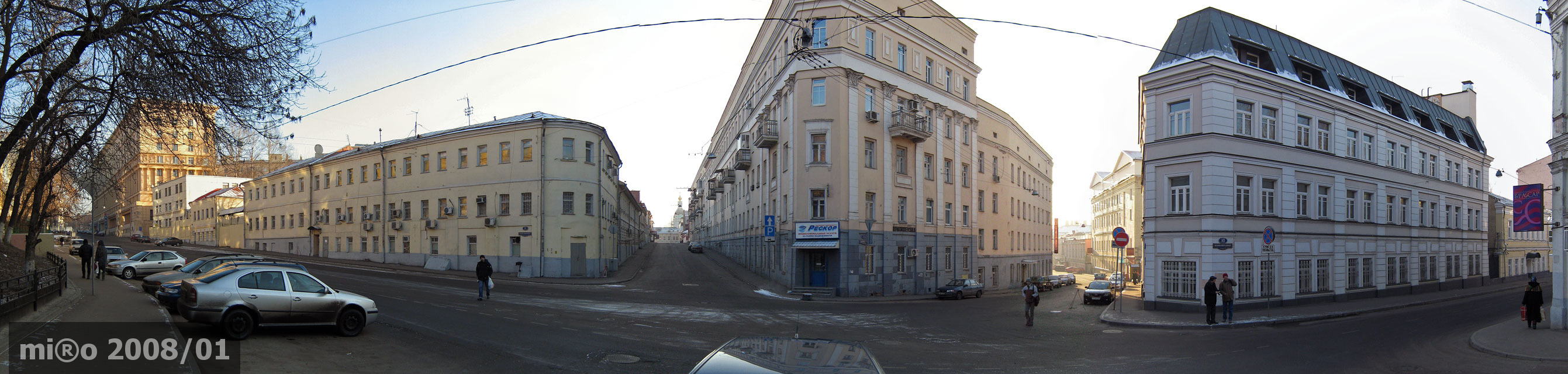
Подколокольный переулок (январь 2008)
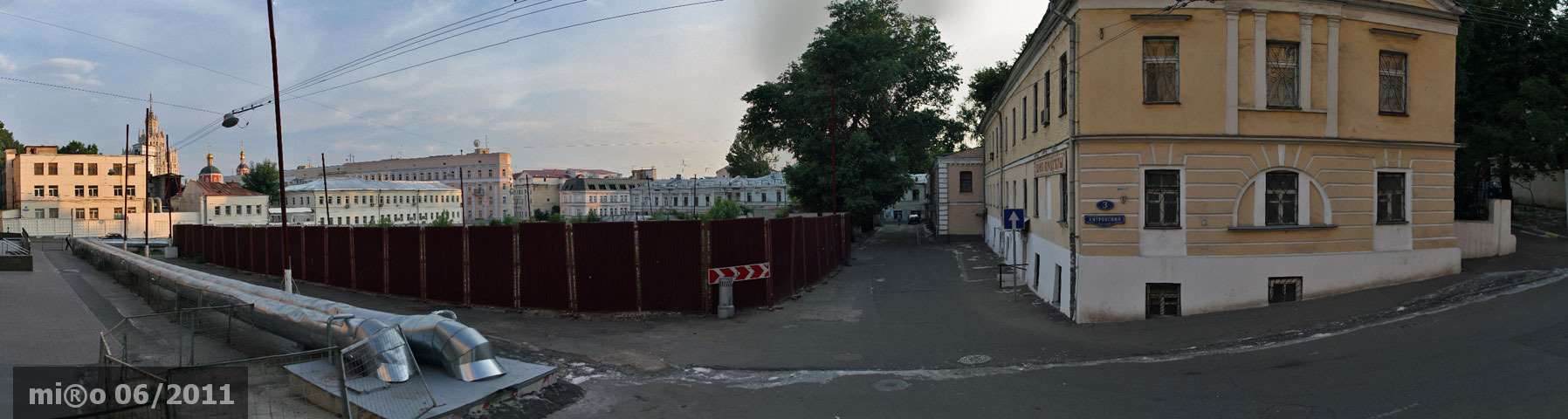
Хитровская площадь после сноса техникума. Вид с северо-востока (июнь 2011)
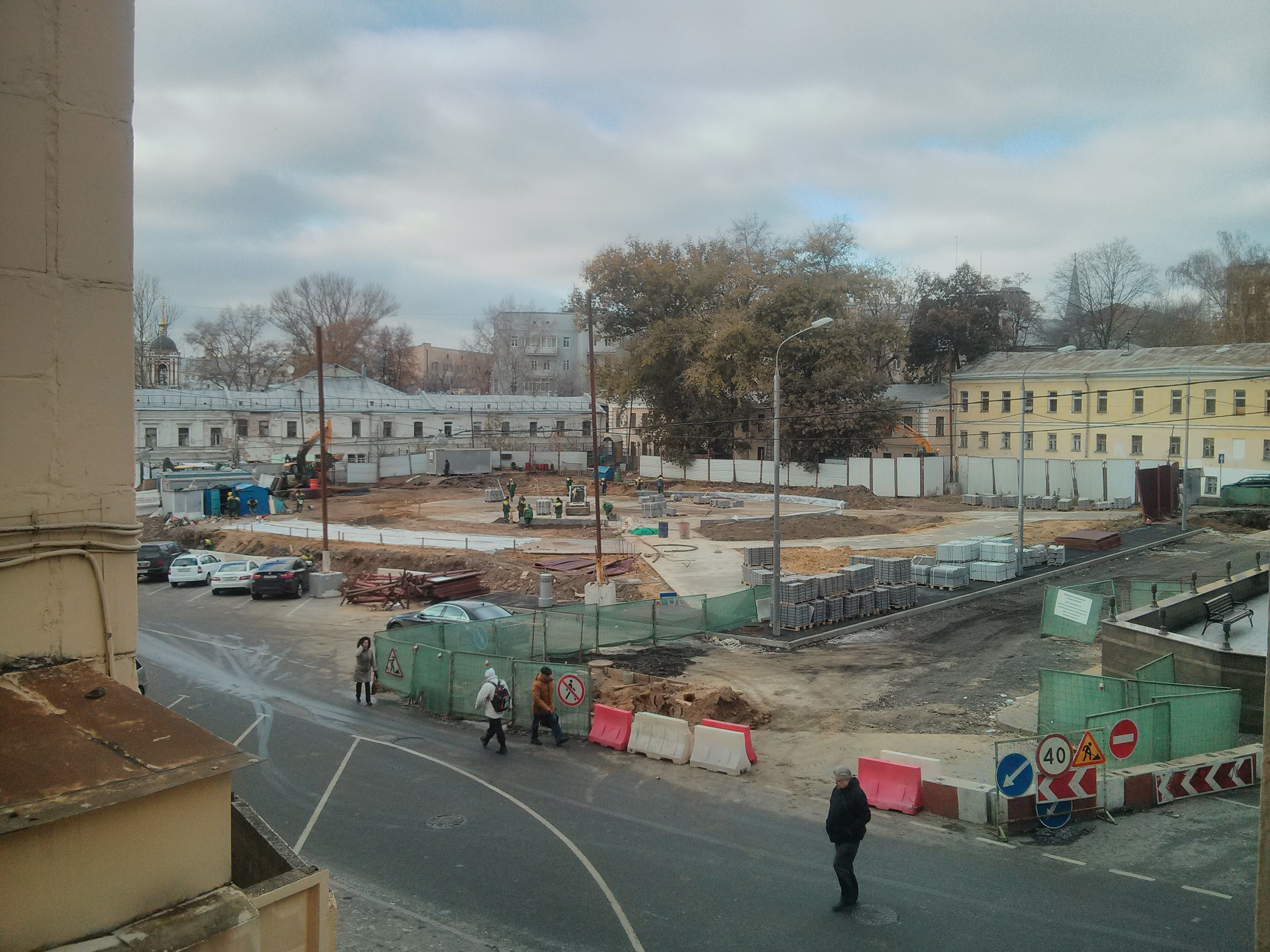
Строительство сквера на месте Хитровской площади

### Воссоздание Хитровской площади
20 марта 2008 года строительная компания «Дон-Строй» предъявила местным жителям свой проект застройки бывшей Хитровской площади. На месте Электромеханического колледжа, расположенного по адресу: Подколокольный переулок, д. 11а, планировалось возвести восьмиэтажный офисный центр на 2500 сотрудников с парковкой на 250 машиномест. Обнародование планов по строительству современного высотного здания из стекла и бетона в самом сердце знаменитой Хитровки вызвало серьёзный протест как со стороны краеведческих организаций, так и со стороны простых москвичей и деятелей искусств. Было собрано более 12 тыс. подписей граждан России и зарубежных стран.
16 октября 2008 года Историко-культурный экспертный совет (ИКЭС) Москомнаследия рассмотрел заявку местных жителей о придании статуса Объекта культурного наследия ансамблю допожарной после пожарной застройки Хитровской площади. Решением ИКЭС от 16 октября 2008 года (заключение № 16-01-4992/7-(24)-1) район Хитровской площади отнесён к выявленным объектам культурного наследия «Достопримечательное место „Хитровка“ с окружающей застройкой в составе кварталов № 123, 124, 125, 126, 127». Для окончательного закрепления охранного статуса ожидается Постановление Правительства Москвы.
В интервью СМИ председатель Москомнаследия В. А. Шевчук неоднократно заявлял, что по инициативе сотрудников его ведомства несколько лет назад под охрану государства заявлен целый район центра Москвы «Достопримечательное место „Ивановская горка — Кулишки — Хитровка“».

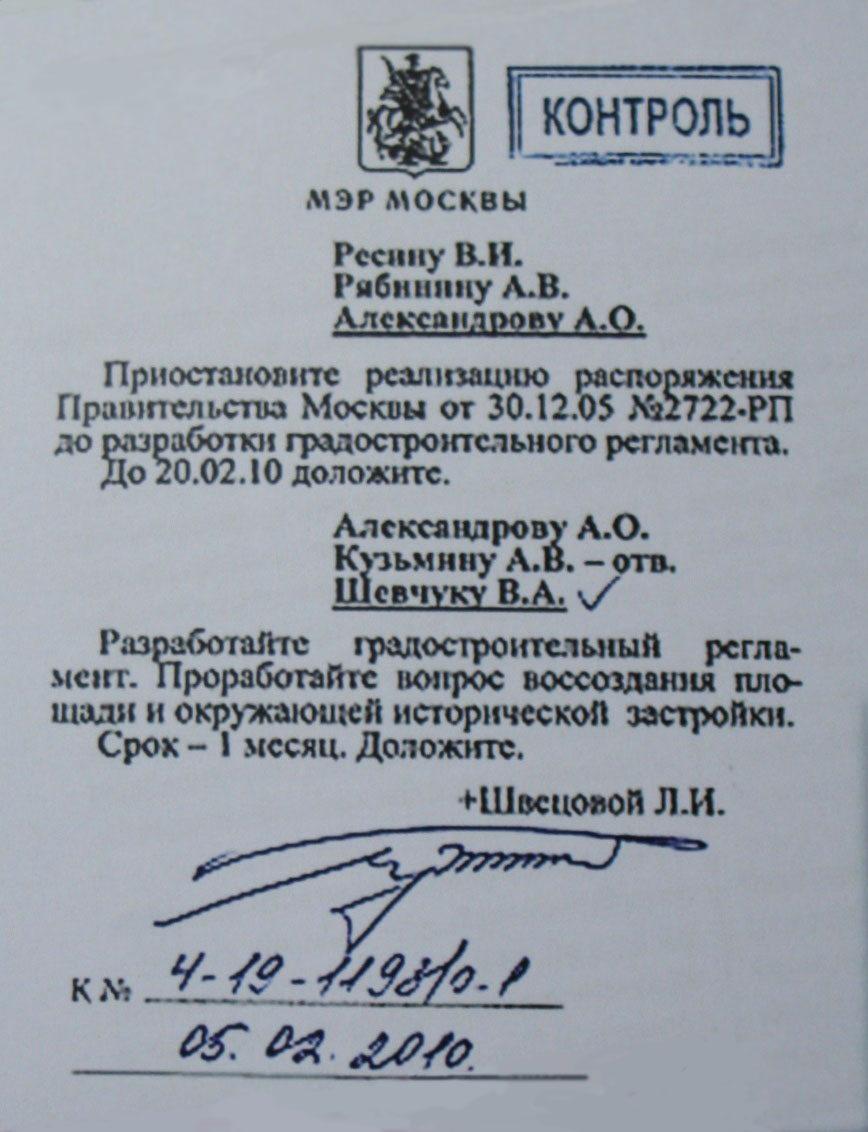
Распоряжение мэра Москвы Ю. М. Лужкова о воссоздании Хитровской площади и окружающей исторической застройки 5 февраля 2010 года.

Идея восстановления Хитровской площади была заявлена ещё в 1996 году в Историко-архитектурных обследованиях центра Москвы, проведённых Мастерской № 17 Моспроекта-2:

Рекомендации по режиму реконструкции: Принимая во внимание исключительное значение Хитровской площади, как одного из известнейших исторических мест Москвы XIX-нач. XX вв., а также высокий процент сохранности зданий, некогда формировавший окружающий фронт её застройки — восстановление планировочного и объёмно-пространственного единства площади путём разборки типового объёма школы 1930-х гг. Комплексное благоустройство пространства площади…

27 декабря 2009 года начался снос здания школы (электромеханического колледжа) 1937 года постройки. 5 февраля мэр столицы Юрий Лужков поддержал предложение Москомнаследия о приостановке возведения ООО «ДС Девелопмент» многофункционального комплекса на Хитровке и поручил Москомархитектуре проработать вопрос о воссоздании Хитровской площади с окружающей исторической застройкой. Общественным советом по градостроительной деятельности и формирования архитектурно-художественного облика при мэре Москвы от 01.10.2011 № 1 принято решение об отмене строительства офисного здания на Хитровской площади.
1 ноября 2010 года мэр Москвы С. С. Собянин заявил, что на Хитровской площади, где планировалось возведение многофункционального комплекса, должен быть разбит сквер, а под площадью построена подземная парковка. Жители района категорически не одобрили данное заявление, входящее в противоречие с первоначальным распоряжением от 5 февраля 2010 года и «Рекомендациями по режиму реконструкции», подписанными специалистами Управления Моспроекта-2.
20 сентября 2011 года жители Хитровки выступили с заявлением в адрес мэра Москвы С. С. Собянина. 1 ноября 2011 года жители Хитровки подвели итоги обещаний мэра Москвы С. С. Собянина о Хитровской площади. 12 февраля 2012 года в интервью газете «Вечерняя Москва» Собянин сказал:

... объявлен конкурс на создание так называемого «Народного парка»: люди предлагают создание небольших скверов в непосредственной близости от своего дома. Ещё из подобных решений можно выделить инициативу по Хитровской площади. Там, напомню, предполагалось строительство огромного офисного центра. Мы, со своей стороны, отказали инвесторам. Сейчас идут переговоры о том, чтобы эта земля вернулась городу. Если это случится, то, скорее всего, там тоже будет разбит парк.

6 июня 2012 года в Управе Басманного района Москвы прошли общественные слушания по проекту размещения гаражей под Хитровской площадью (Подколокольный переулок, 11а). На слушаниях было зачитано обращение местных жителей «Достопримечательного места „Хитровка“» к организаторам и участникам общественных слушаний. Обращение было подписано старшими по дому и теми, кто не смог по разным причинам присутствовать на слушаниях. Письмо поддержали также приходы четырёх церквей Хитровки. Жители в третий раз высказали свой категорический протест против любого строительства на Хитровской площади.
В августе 2012 года были подведены итоги общественных слушаний в Центральном административном округе:

Подколокольный пер, 11а — (подземная автостоянка на 268 м/мест, 1 надземный + 3 подземных этажа) — получено отрицательное заключение Окружной Комиссии при Правительстве Москвы по вопросам градостроительства, землепользования и застройки в Центральном административном округе.
По результатам объезда префекта ЦАО С. Л. Байдакова 03.08.2012 по территории Хитровской площади (Подколокольный пер, 11а) принято решение о временном благоустройстве территории в рамках разрешенного использования.

27 ноября 2012 года префект ЦАО Байдаков выступил на заседании правительства Москвы с докладом о реализации программы комплексного развития округа в текущем году, в котором в частности сказал: «В связи с расторжением инвестиционных контрактов на участках в Оружейном переулке (около 1 га) и на Хитровской площади (0,42 га) планируется создание парка и сквера соответственно».
20 февраля 2013 года перед общественными слушаниями по межеванию кварталов № 123, 124 жители Хитровки выступили с письмом в адрес Окружной комиссии при правительстве Москвы по вопросам градостроительства, землепользования и застройки в Центральном административном округе с требованием:

... признать публичные слушания по проектам межевания кварталов № 123, 124 не состоявшимися, данные проекты отклонить как недобросовестно исполненные.
В дальнейшем «Достопримечательное место „Хитровка“ с окружающей застройкой в составе кварталов № 123, 124, 125, 126, 127» обязано быть рассмотрено как единое целое с опубликованными публично исчерпывающе полными и понятными обозначениями, с доходчиво изложенной сопроводительной пояснительной запиской и — главное — с достоверными сведениями, данными в сравнении (фактического использования и предлагаемого использования земельных участков).
И вновь назначенные публичные слушания обязаны быть проведены именно по Достопримечательному месту в составе 5 кварталов — № 123, 124, 125, 126, 127 — в целях его сохранения, что, согласно Градостроительному Кодексу РФ ст. 30 п.1.1, и соответствует целям разработки правил землепользования и застройки.

В сентябре 2014 года МОЭК начала работы по открытию сквозного проезда на Хитровском переулке, которого жители добивались 6 лет. 5 сентября 2014 года компания «МК Энергоспецстрой» начала работы по прокладке теплосети на внутриквартальном проезде, чем вызвала возмущение местных жителей и москвичей, поскольку были обрублены корни многолетних тополей (высажены в 1920-е годы при благоустройстве площади), земляные работы велись в непосредственной близости от фундаментов исторических домов XVIII века, без участия археологов вывозился многовековой культурный слой.
24 сентября 2014 года префектура ЦАО распространила заявление, что на Хитровской площади, благодаря префектуре, будет разбит сквер. Был представлен проект ООО «МОЭГЛИ» (автор — О. Макаренко). Одновременно ими был опубликован эскиз обелиска, предполагаемого к установке, без указания имени действительного автора. Сам автор обелиска — Н. М. Аввакумов — как правообладатель должным образом уведомлен не был. Жителями Хитровской площади 24 сентября 2014 было направлено заявление в Следственный комитет Российской Федерации с требованием расследовать действия чиновников как по поводу работ на теплосети, так и по поводу предполагаемого сквера.

## Достопримечательности
Ансамбль самой Хитровской площади имеет высокую степень сохранности. Особо ценные здания архитектурной среды Хитровской площади:

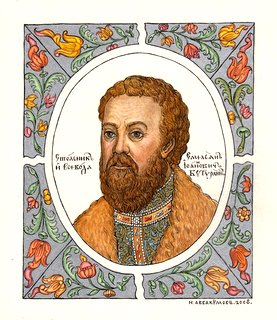
Стольник и воевода. Е. И. Бутурлин

- Объект культурного наследия федерального значения — дом Николая Захаровича Хитрово (XVIII век) (Подколокольный переулок, д. 16А);
- Объект культурного наследия федерального значения (Постановление Совета Министров РСФСР № 624 от 4 декабря 1974 года) — городская Усадьба Лопухиных—Волконских—Кирьяковых — доходное владение Буниных (середина XVIII — начало XIX века) — Главный дом — доходный дом (середина XVIII века, 1878 год, 1900 год). Здесь 25 декабря 1871 года родился композитор и пианист А. Н. Скрябин (Хитровский переулок, д. 3/1, стр. 2, 3). В том числе ценные градоформирующие объекты[53]:
  - Кухня при трактире Хитрова рынка — административное здание, 1878 год, 1920—1950-е годы — (Хитровский переулок, д. 3/1, стр. 5);
  - Хозяйственная постройка — ночлежный дом Хитрова рынка с трактиром «Каторга» — административное здание, сер. XIX в., 1878 год, 1907 год, 1920 год, 1980-е годы — (Хитровский переулок, д. 3/1, д. 1/3), стр. 4);
  - Доходный дом Ивановых — жилой дом, 1901 год, архитектор Э. С. Юдицкий (Хитровский переулок, д. 3/1, стр. 1).

- Объект культурного наследия регионального значения[54] — дом Е. П. Ярошенко с палатами (XVII века) стольника Бутурлина (Подкопаевский переулок, д. 11/11/1, стр. 2). Одно время этот дом принадлежал действительному статскому советнику, архангельскому гражданскому губернатору (7 июня 1839 — 9 декабря 1842) Платону Викторовичу Степанову (1798—1872), затем его дочери Елизавете Платоновне Степановой (в 1-м браке Шлиттер, во 2-м браке Ярошенко; 1850 — после 1915), жене талантливого химика Василия Александровича Ярошенко (1848 — после 1915), брата выдающегося художника Н. А. Ярошенко. Именно в этот дом в 1902 году приходили Станиславский, Немирович-Данченко и Симов перед постановкой пьесы Горького «На дне», чтобы познакомиться с его обитателями для «вживания в образы». В 1888—1890 годах в реконструкции дома принимал участие архитектор А. А. Никифоров (были построены галереи и хозяйственные постройки)[55]
- Объект культурного наследия регионального значения[56] — бывшая усадьба графа Ф. А. Остермана (XVIII век) — бывший Мясницкий полицейский дом (XIX в). В этом доме провёл свои детские годы русский поэт Ф. И. Тютчев, мать которого получила этот дом по наследству от Остерманов. Сам полицейский дом тесно связан с именами В. В. Маяковского, И. Г. Эренбурга, которые в разное время находились в нём под содержанием и оставили свои воспоминания об этом. Здесь же находилась квартира доктора части Д. П. Кувшинникова. Дмитрия Кувшинникова изобразил на своей знаменитой картине «Охотники на привале» художник В. Г. Перов[57]. Кувшинников и его жена Софья Петровна (урождённая Сафонова, 1857—1907) стали прототипами известного рассказа А. П. Чехова «Попрыгунья»[58][59][60]. В гостях у Кувшинниковых, в салоне у Софьи Петровны, бывали выдающиеся деятели того времени. (Хитровский пер., д. 2)

В скромной казённой квартире, находящейся под самой каланчой одной из московских пожарных команд, она устроила литературный и художественный салон, довольно популярный в Москве в 1880 1890 годах. Сюда по вечерам съезжались очень интересные люди. Часто бывали А. П. Чехов и его брат Михаил Павлович, писатели Е. П. Гославский, С. С. Голоушев (С. Глаголь), Т. Л. Щепкина-Куперник, артисты М. Н. Ермолова, А. П. Ленский, Л. Н. Ленская, А. И. Сумбатов-Южин, Е. Д. Турчанинова, К. С. Лощинский (Шиловский), Л. Д. Донской, композитор Ю. С. Сахновский. Из художников — А. С. Степанов, Н. В. Досекин, Ф. И. Рерберг, А. Л. Ржевская, Д. А. Щербиновский, М. О. Микешин... Живописец А. А. Волков вспоминал, что «когда приезжал в Москву И. Е. Репин, то непременно посещал салон Кувшинниковой».

- В доме 13/1 по Подколокольному переулку (1928—1929 годы, архитектор М. В. Крюков, облицован с утратой ценных элементов фасада в 2006 году) в 1960-е годы проживал Народный артист России Е. А. Моргунов. Является ценным градоформирующим объектом[61]
- На углу Подколокольного переулка и Покровского бульвара расположена городская усадьба Ф. А. Толстого, позже принадлежавшая тесно связанным с Хитровской площадью известным купцам и благотворителям Андрею Александровичу и Александру Андреевичу Карзинкиным со своими семьями, позднее семье Телешовых, которая является памятником Федерального значения[62] А ограда и пилоны ворот (1895 год, архитектор В. В. Барков) признаны ценным градоформирующим объектом[63]. В доме до сих пор проживают потомки семьи Карзинкиных-Телешовых. Здесь же располагается МГО ВООПИиК.
- На углу Петропавловского и Певческого переулков расположен знаменитый дом «Утюг» — ценный градоформирующий объект. Был трёхэтажным. В 1880—1882 годах в его реконструкции принимал участие архитектор-реставратор В. Д. Померанцев. Нынешний вид, представляющий теперь интерес, дом приобрёл в 1925 году. Он перестроен жилищным товариществом по проекту известного архитектора И. П. Машкова.[64] Кроме упоминавшихся Колычёвых и Свиньиных, это владение некоторое время принадлежало и Императорскому Воспитательному дому. Позднее, по купчей крепости, утверждённой 27 ноября 1869 года, дом перешёл отставному инженеру-капитану, купцу второй гильдии (хрусталь, фарфор) Ромейко Ивану Александровичу (1822—1899). Умер в Пятигорске в собственной усадьбе[65]. Погребён в Троице-Сергиевой Лавре (его дом в Сергиевом Посаде недавно[уточнить] был сожжён). Однако в доме Ромейко не жил, а проводил всё время в своём дачном имении в Бирюлёво.[66] Также известен московский дом И. А. Ромейко на Мясницкой, где сейчас расположен «Библио-Глобус». И его дом на Тверском бульваре[67]. Здесь Гиляровский допустил неточность[68]. Следующим владельцем дома был опороченный Гиляровским купец и меценат, кавалер, потомственный почётный гражданин Москвы, Председатель комитета Александровского православного братства Иван Петрович Кулаков (1848—1911), который жил в своём имении в селе Константиново. Известный попечитель Константиновской школы. На свои средства он выстроил новое здание школы, украсил храм деревянным дубовым иконостасом.[69] Его дочь Лидия Ивановна (1886—1937), в 1904 году в возрасте 18 лет окончила Александровский институт благородных девиц. Девушка получила хорошее воспитание и образование. Как лучшая выпускница, она была награждена «Золотым шифром» (фигурной буквой «А» с наложенной римской цифрой два, что означало имя императора, которое носил институт, — Александр Второй). После смерти отца, в 1911 году, стала хозяйкой и дома на Хитровской площади, и имения в Константиново. Её супруг — Николай Павлович Кашин, известный литературовед, исследователь творчества А. Н. Островского[70], сотрудник Малого театра, автор предисловия в Полному собранию сочинений великого русского драматурга. Она продолжила благотворительную деятельность своего родителя. Сестра Сергея Есенина, Александра, в своих воспоминаниях пишет:

Л. И. Кашина была молодая, интересная, образованная женщина, владеющая несколькими иностранными языками, она явилась прототипом Анны Снегиной, ей же было посвящено Сергеем стихотворение «Зеленая прическа». ... Приезжая летом в деревню, Сергей бывал в барском доме: он дружил с Л. И. Кашиной.

- Ценными градоформирующими объектами являются также: комплекс жилых домов Военно-инженерной академии (в разное время архитекторы: Т. Я. Мовчан, под руководством В. Д. Кокорина, К. С. Толоконников, Л. Н. Мильман) (Хитровский переулок, 2-4) и комплекс зданий поликлиники ФСБ России (доходный дом церкви Трёх святителей на Кулишках — здание поликлиники ФСБ, 1875 год, 1892 год, 1897 год, вторая четверть — середина XX века; Главный корпус, начало 1930-х годов, 1944 год, арх. Великова)[61] (Хитровский переулок, д. 3-а). До Великой Отечественной войны в доме располагалась школа, в июне 1941 года здесь формировался 1 полк 5 дивизии народного ополчения (Красногвардейский район столицы)[72]. Во время войны находился госпиталь, который разрушила бомба.
- Сохранились четыре из пяти церквей Хитровки (не сохранилась Смоленская):
  - Храм свв. апп. Петра и Павла у Яузских ворот (1700, колокольня 1771)
  - Церковь Николая Чудотворца, что в Подкопаях (XVII век, колокольня 1750)
  - Храм Трёх Святителей на Кулишках (1670—1674)
  - Храм Рождества Пресвятой Богородицы (на Стрелке) (1805, колокольня 1801)[73]

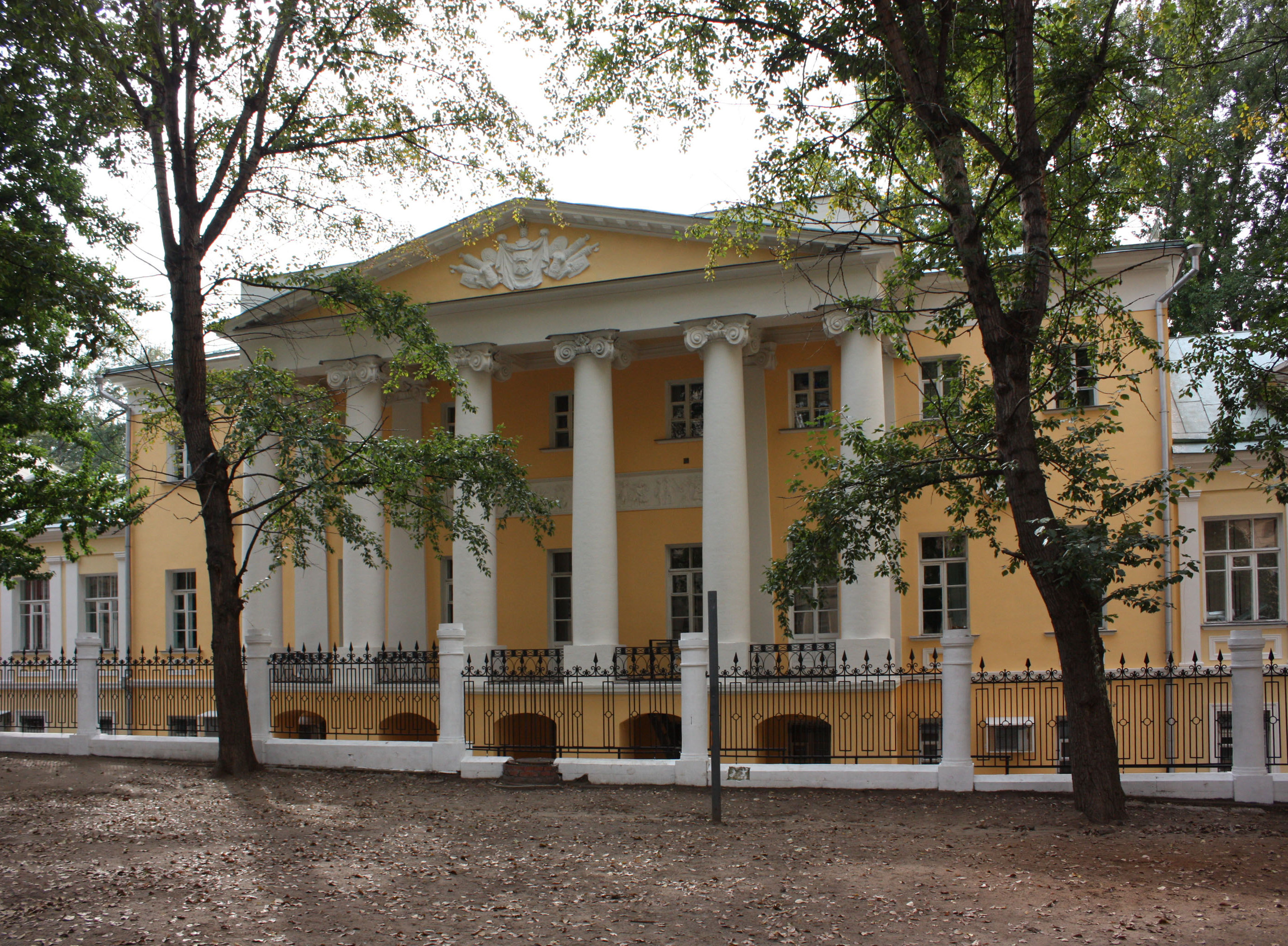
Дом Хитрово. 1823 (перестроенный дом княгини Н. С. Щербатовой, 1759) Подколокольный переулок, д.16a
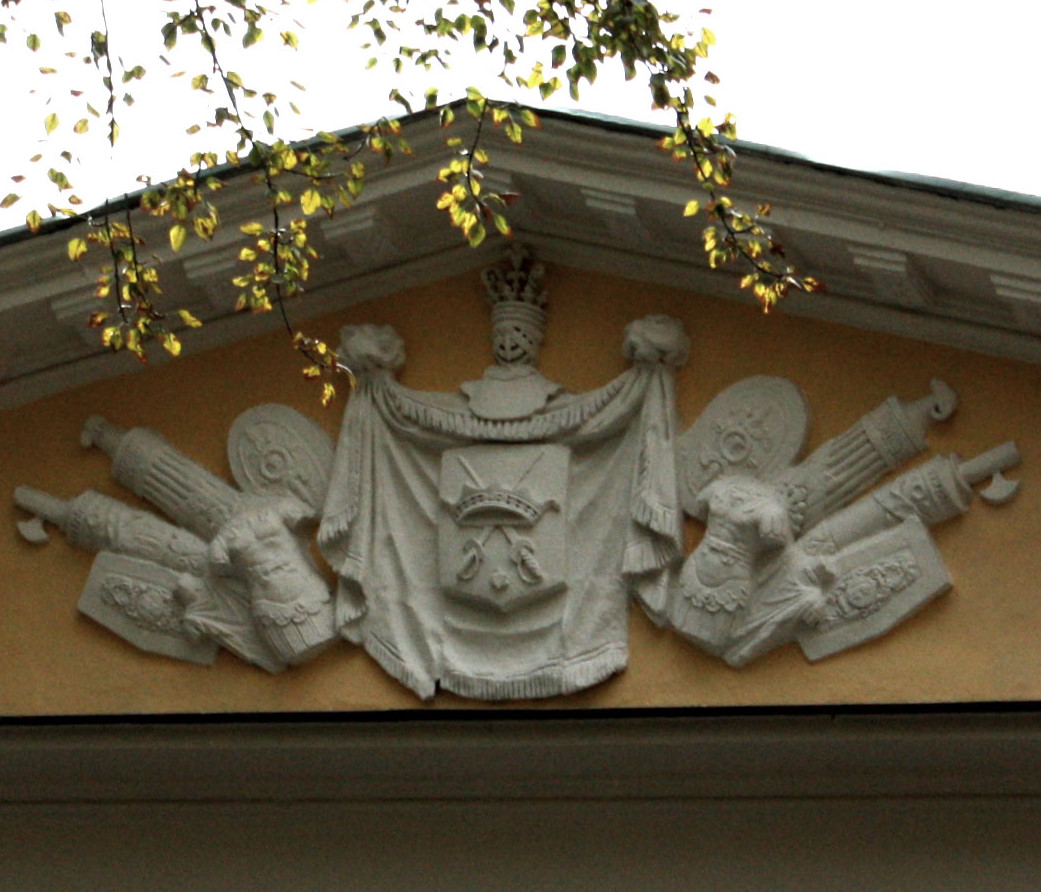
Герб Н. З. Хитрово на доме можно рассмотреть поближе. Объект культурного наследия № 7710605000№ 7710605000
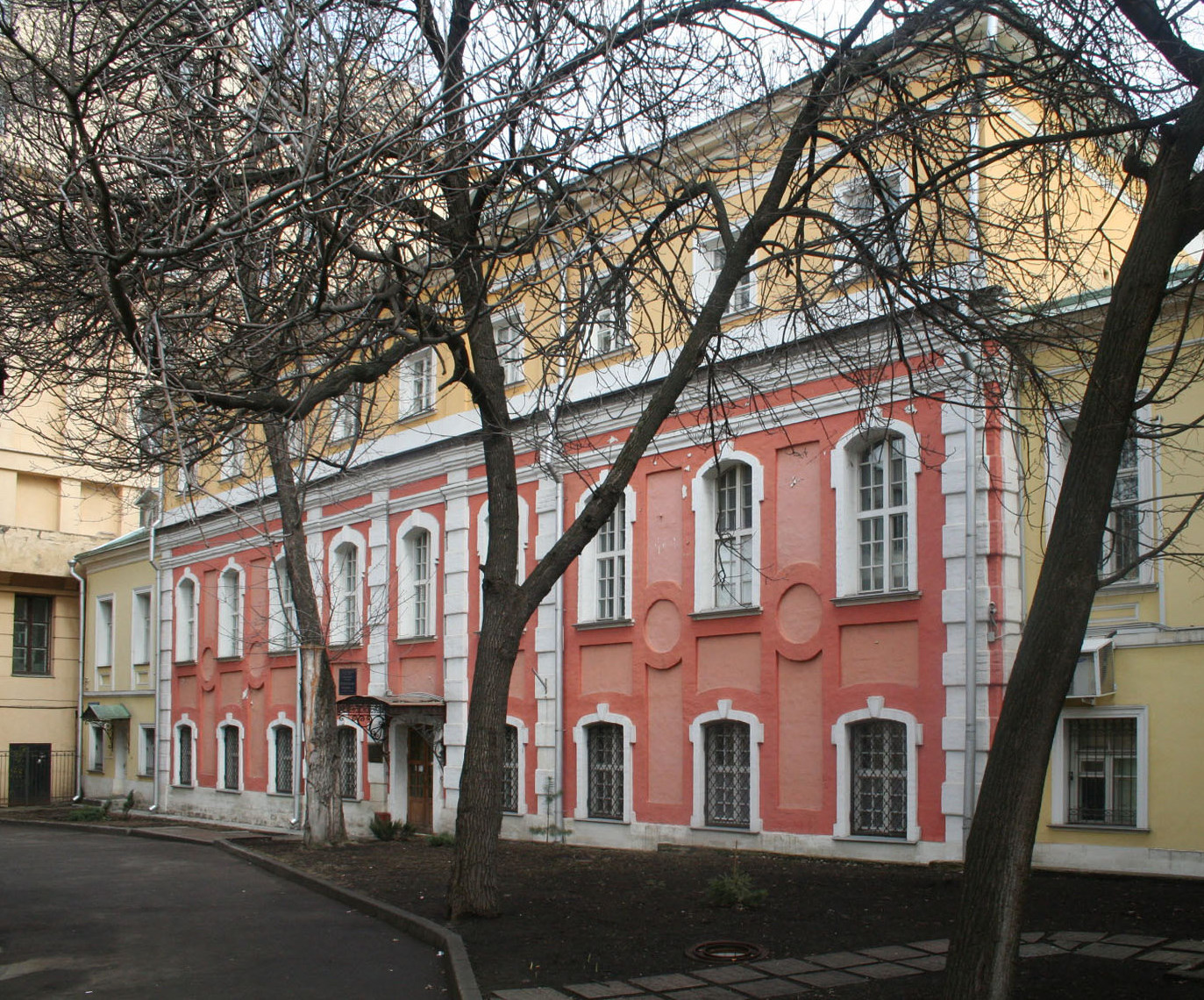
Дом княгини Н. C. Щербатовой. 1759. Перестроен Н. З. Хитрово в 1823 году.
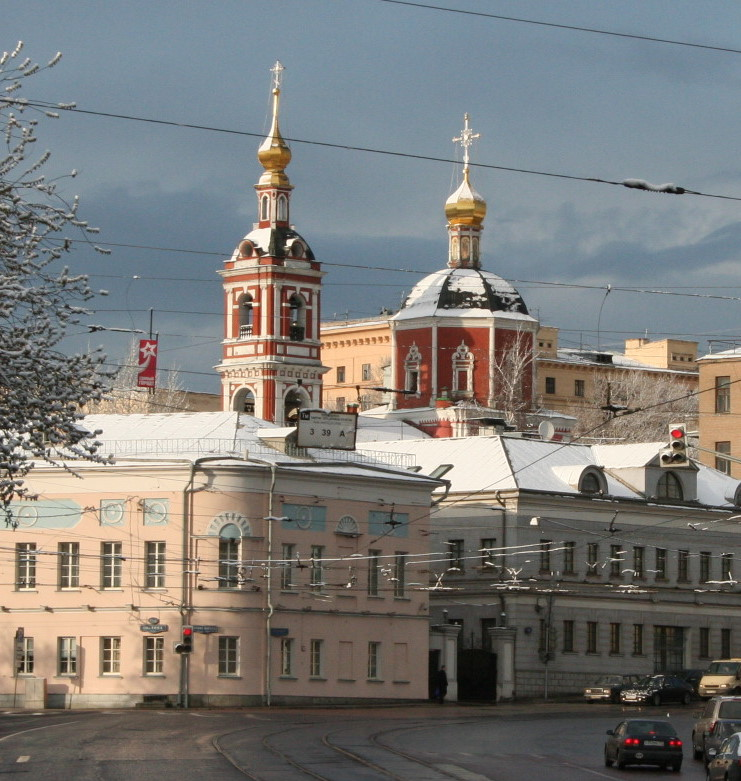
Храм Святых Апостолов Петра и Павла у Яузских ворот. Угол Солянки и Яузского бульвара. Объект культурного наследия № 7710589000№ 7710589000
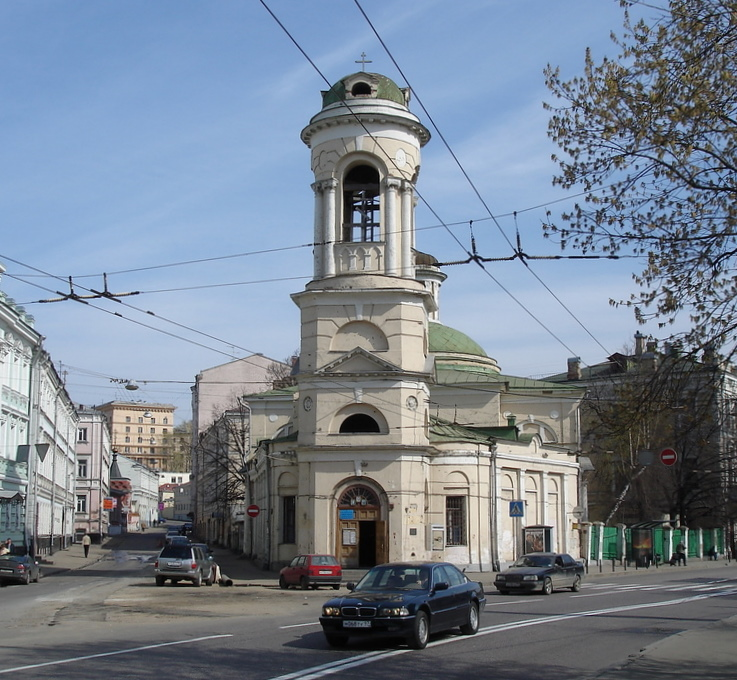
Церковь Рождества Пресвятой Богородицы, что на Стрелке. Угол Подколокольного переулка и Солянки. Объект культурного наследия № 7710782000№ 7710782000
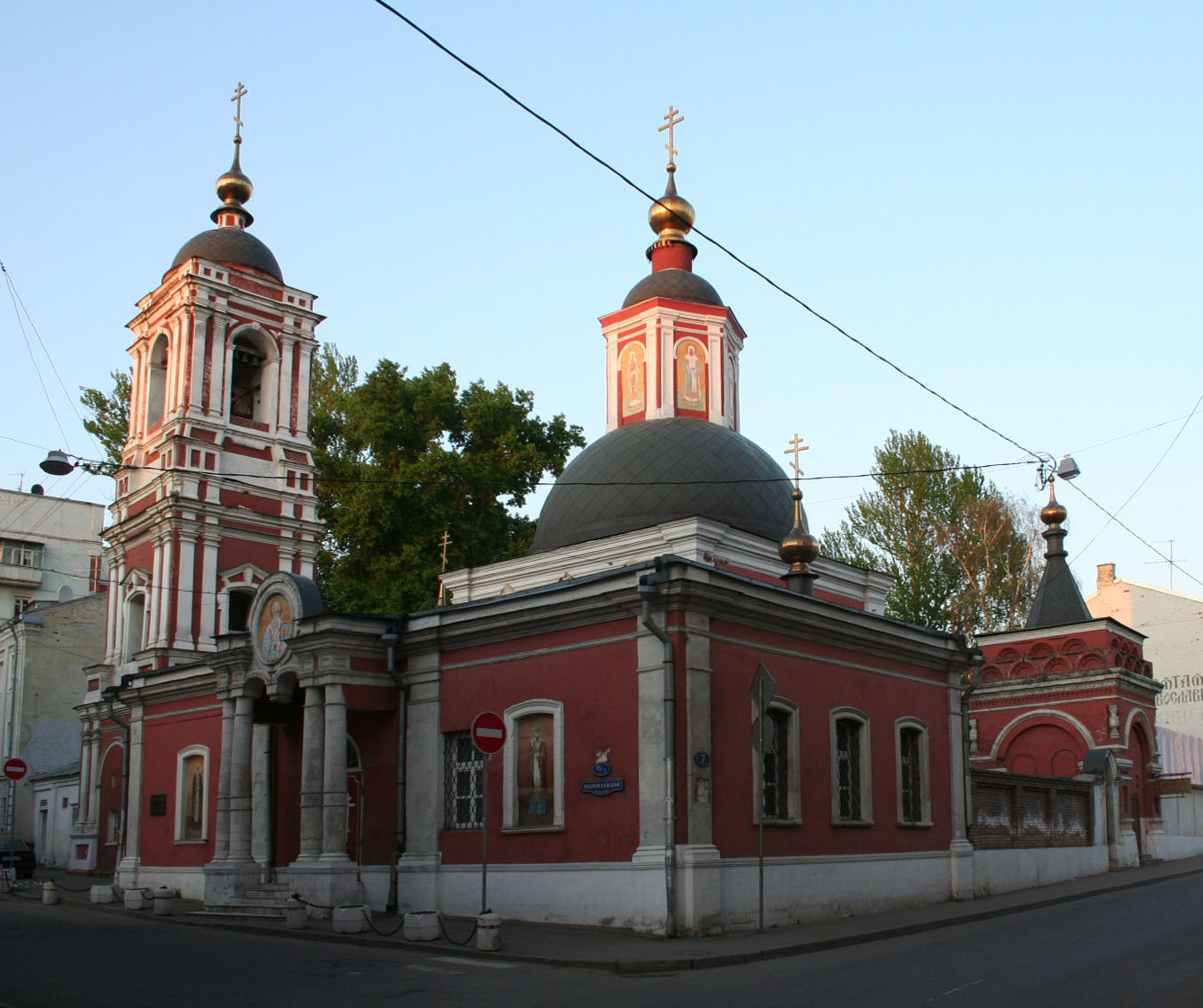
Церковь Николая Чудотворца, что в Подкопаях. Угол Подкопаевского переулка и Подколокольного Объект культурного наследия № 7710607000№ 7710607000
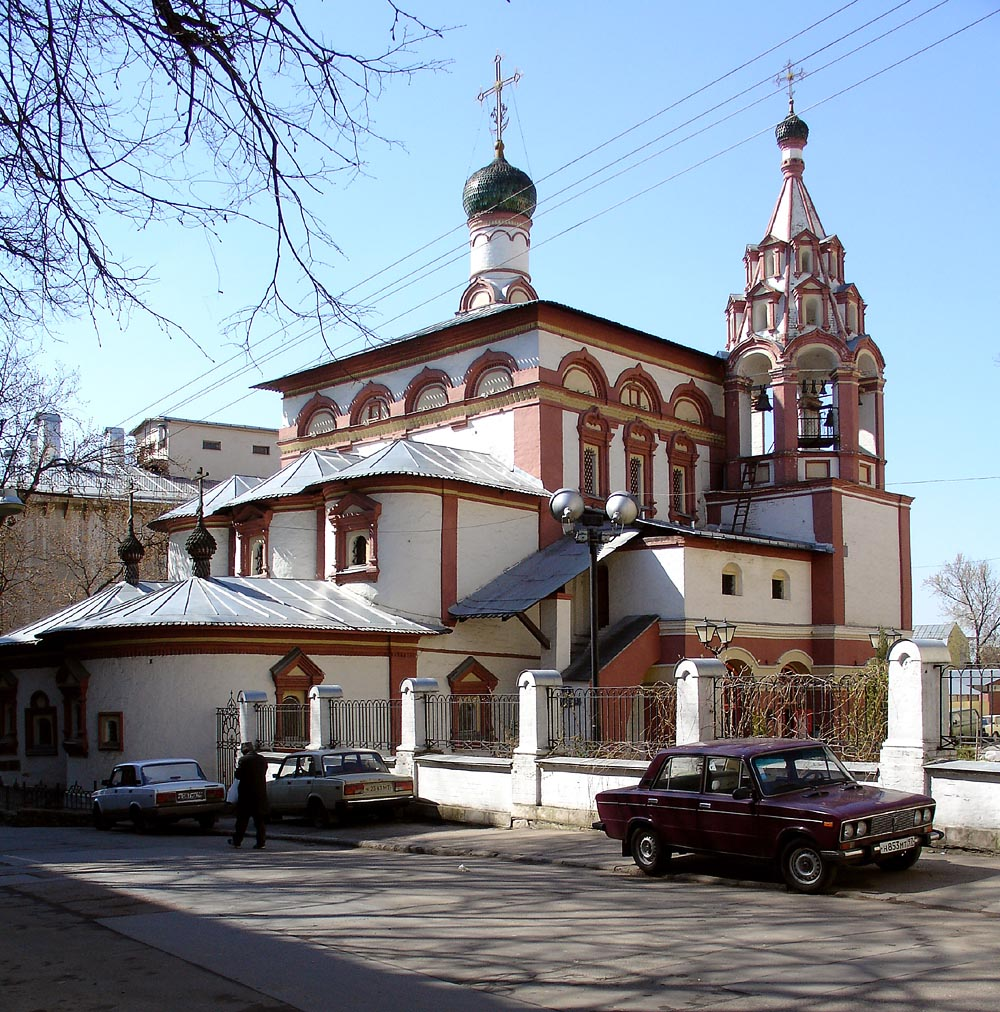
Храм Трёх Святителей. Угол Хитровского и Малого Трёхсвятительского переулков Объект культурного наследия № 7710909000№ 7710909000
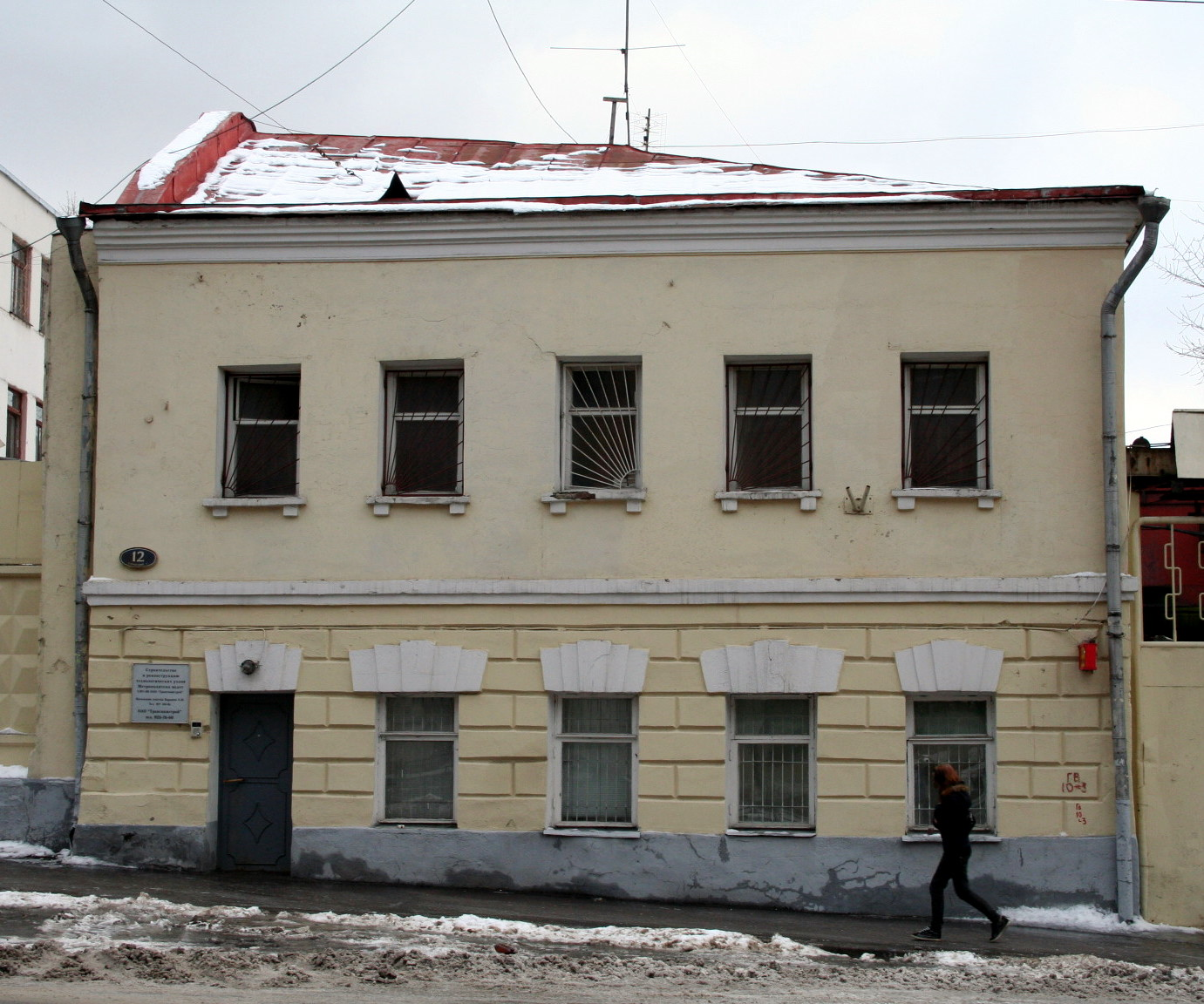
Сохранившийся дом жилого подворья с лавками, построенный Н. З. Хитрово на площади. В основании — остатки стен XVII века Певческих палат подворья Крутицкого митрополита.
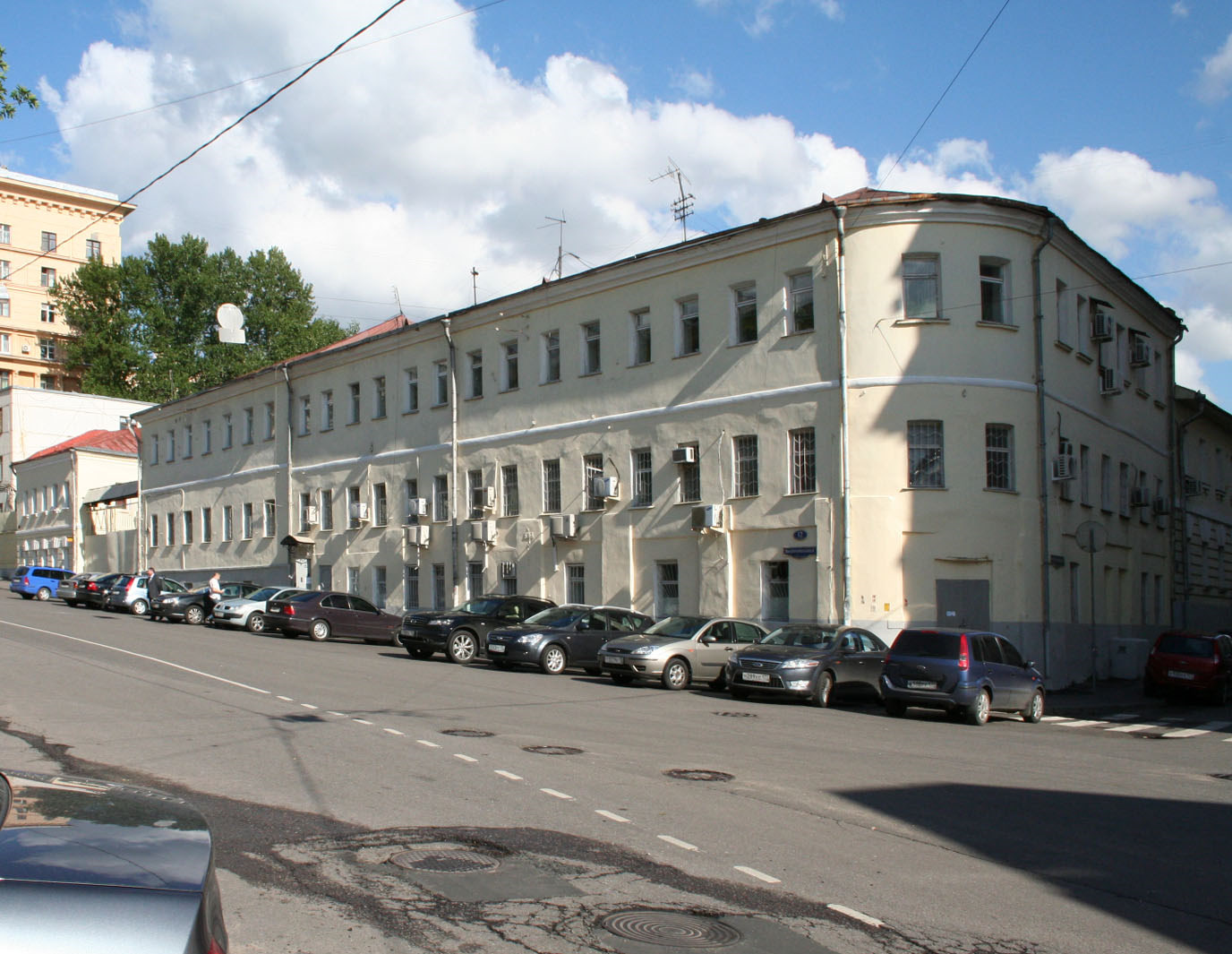
Торговые ряды, построенные Н. З. Хитрово до 1827 года. Позднее здания были надстроены третьим этажом, а торговые проёмы заложены.
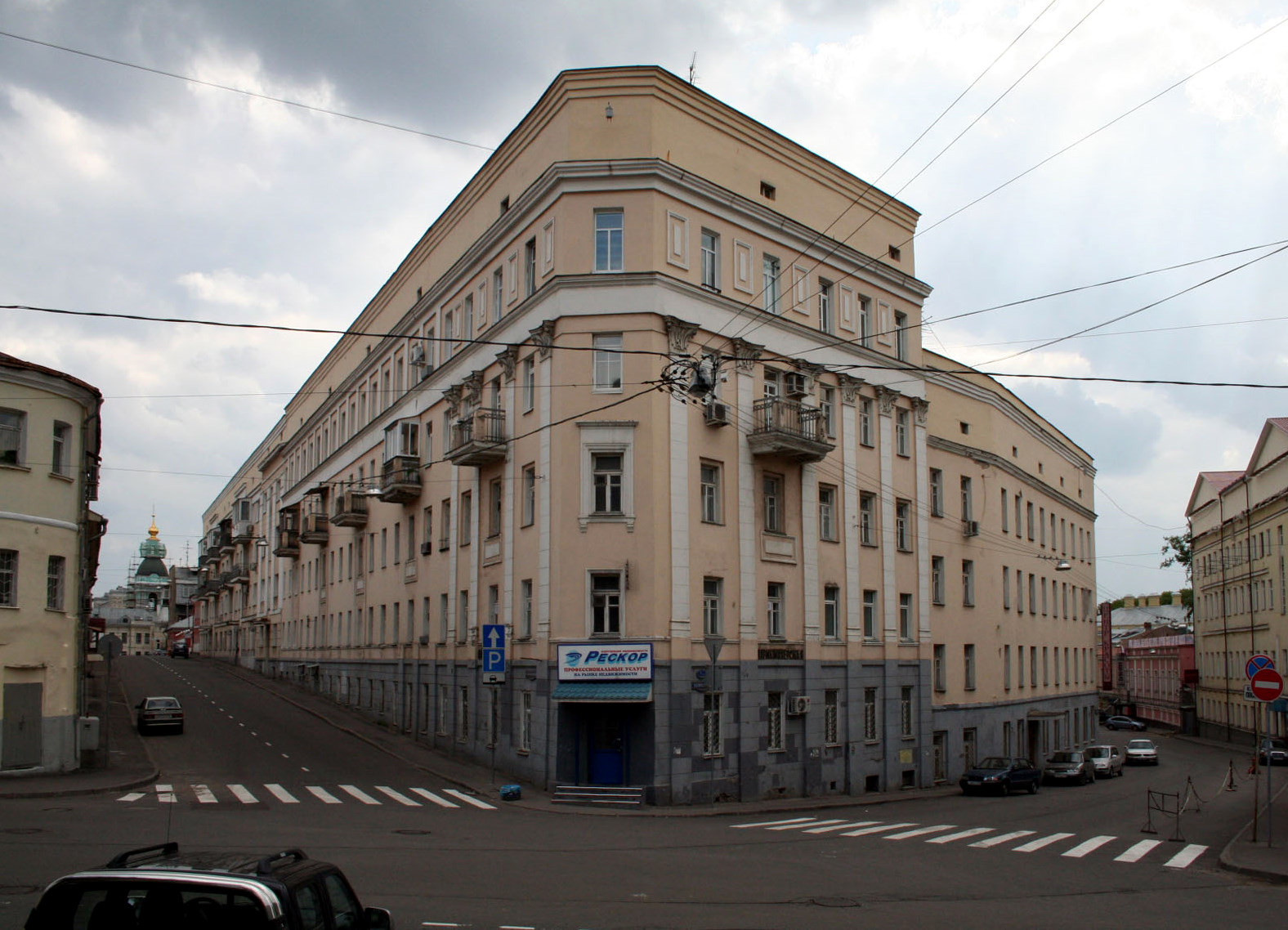
Дом «Утюг», описанный в книге «Москва и москвичи», во времена Гиляровского был трёхэтажным. Нынешний вид, представляющий теперь интерес, дом приобрёл в 1925 году. Он был перестроен жилищным товариществом по проекту известного архитектора И. П. Машкова. Угол Петропавловского и Певческого переулков.
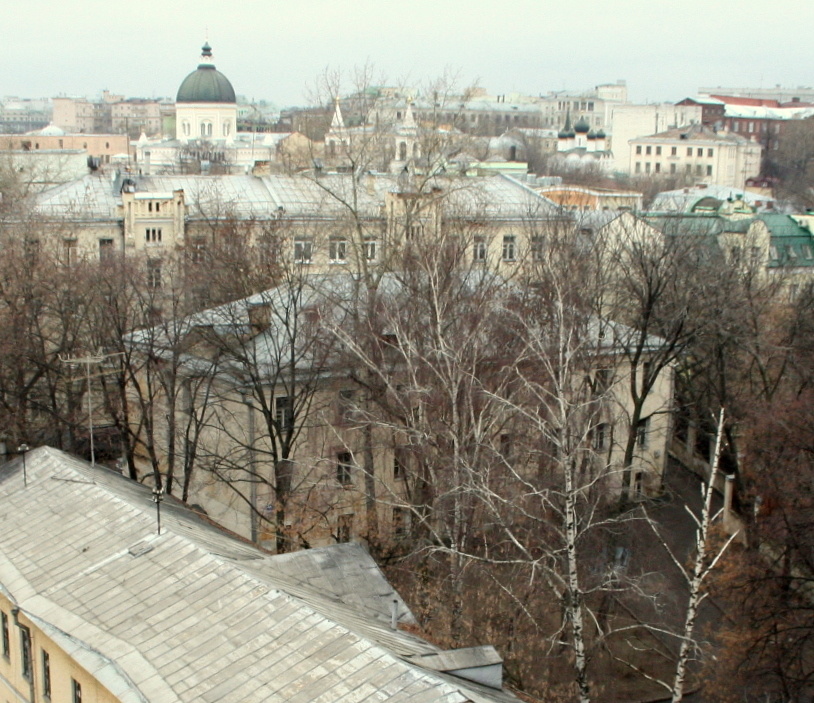
Главный дом усадьбы Лопухиных-Волконских-Кирьяковых. Вдали — Ивановский монастырь и церковь Владимира в Старых Садех. Объект культурного наследия № 7710935000№ 7710935000
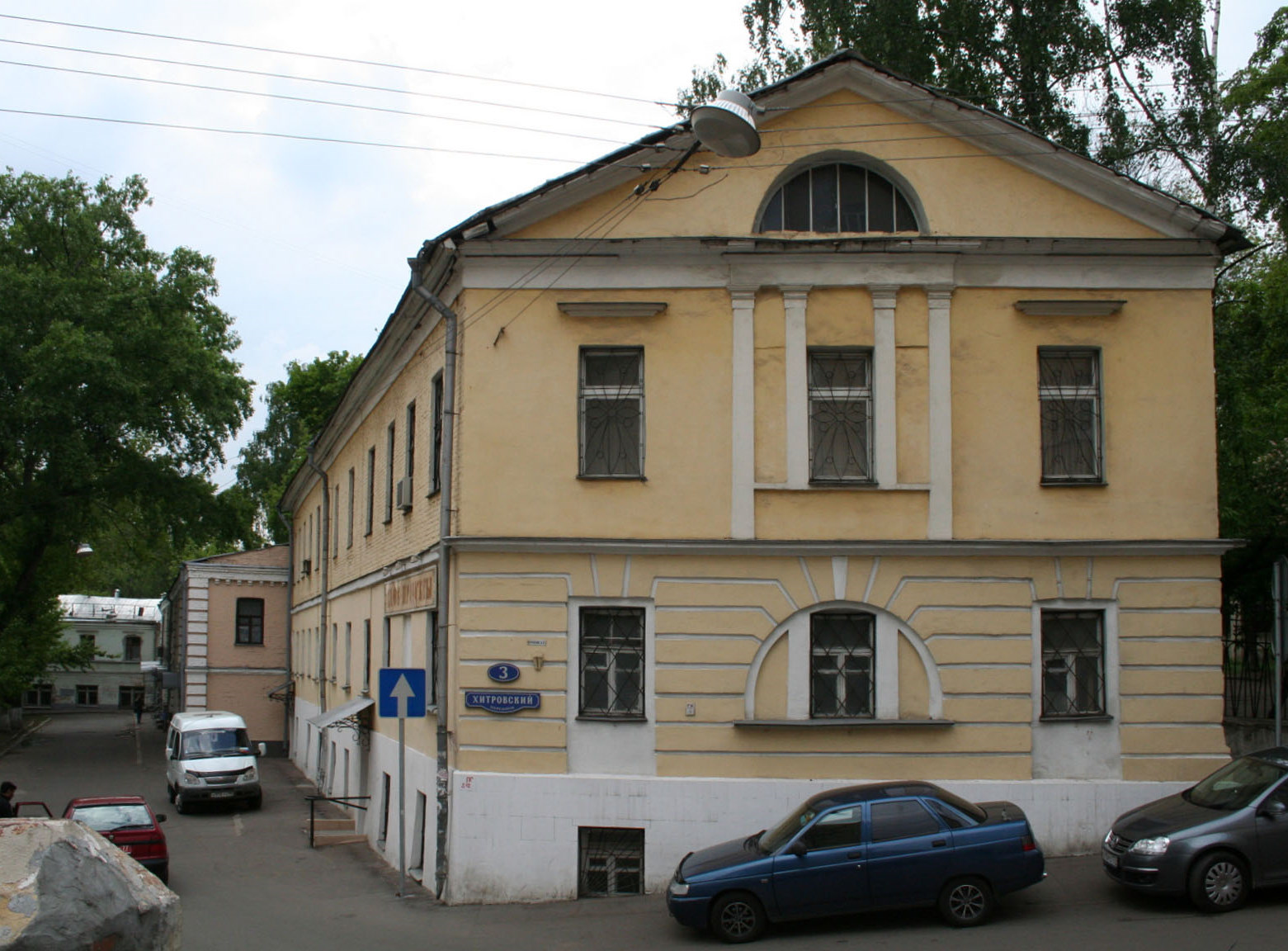
Флигель усадьбы Лопухиных-Волконских-Кирьяковых, в котором в 1871 году родился великий русский композитор А. Н. Скрябин. Угол Хитровской площади и Хитровского переулка. Объект культурного наследия № 7710935001№ 7710935001
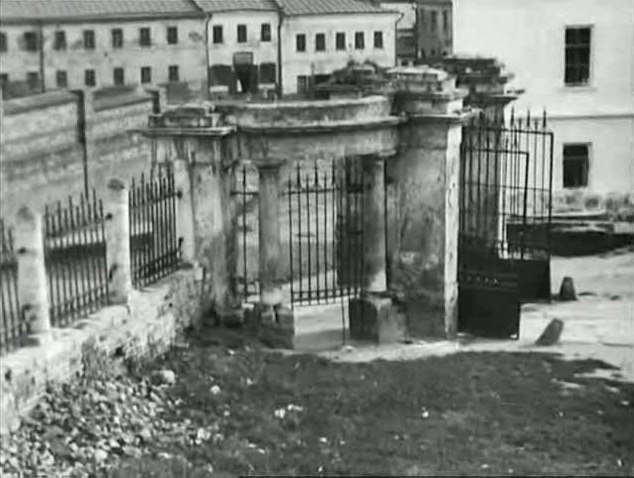
Ворота и ограда усадьбы Лопухиных-Волконских-Кирьяковых. Кадр из фильма Эйзенштейна «Стачка». 1924 год. Объект культурного наследия № 7710935002№ 7710935002
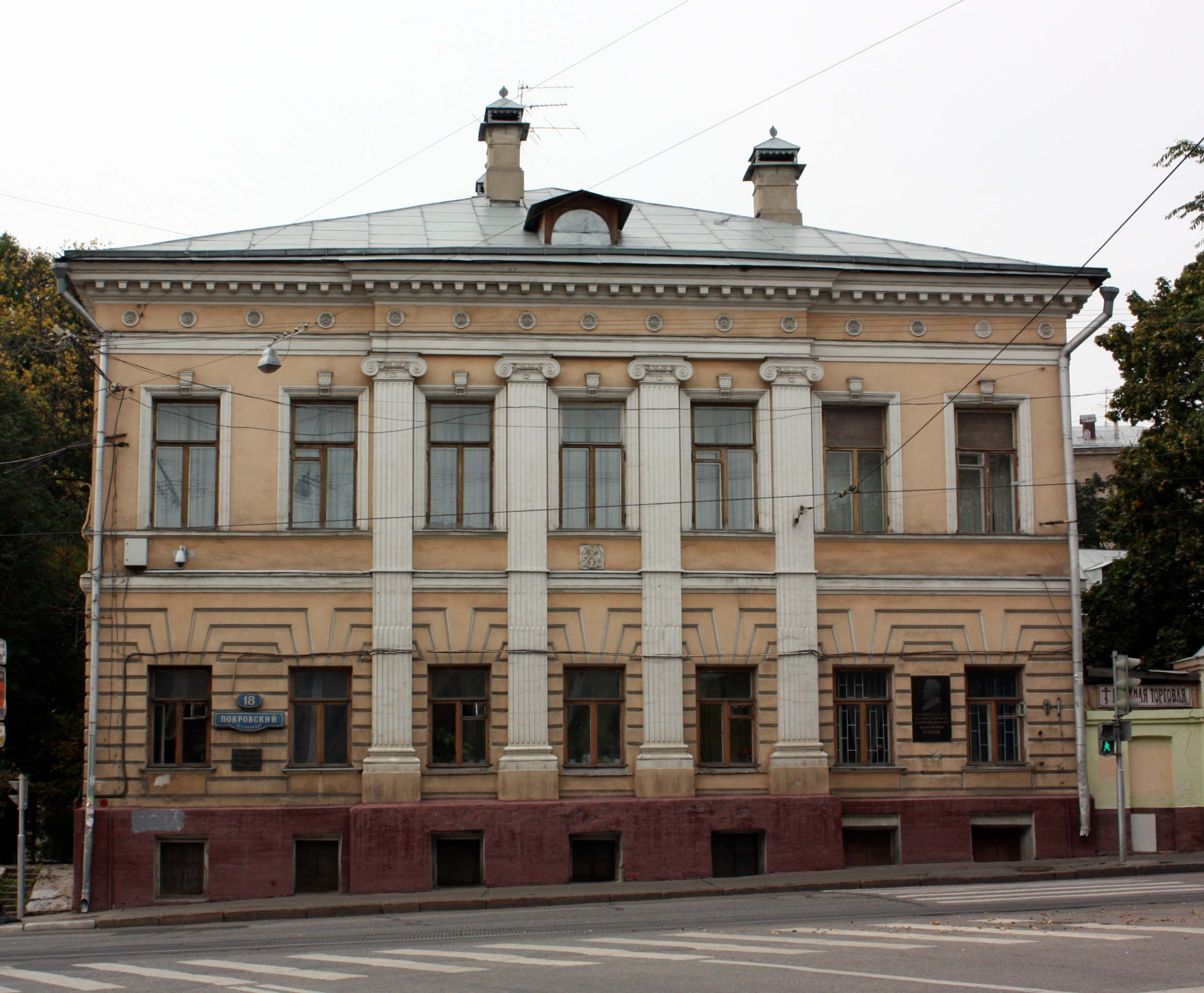
Дом Телешова. Семья потомков Телешовых-Карзинкиных живёт в этом доме до сих пор. Здесь много лет находится МГО ВООПИиК. Покровский бульвар угол Подколокольного переулка. Объект культурного наследия № 7710623003№ 7710623003
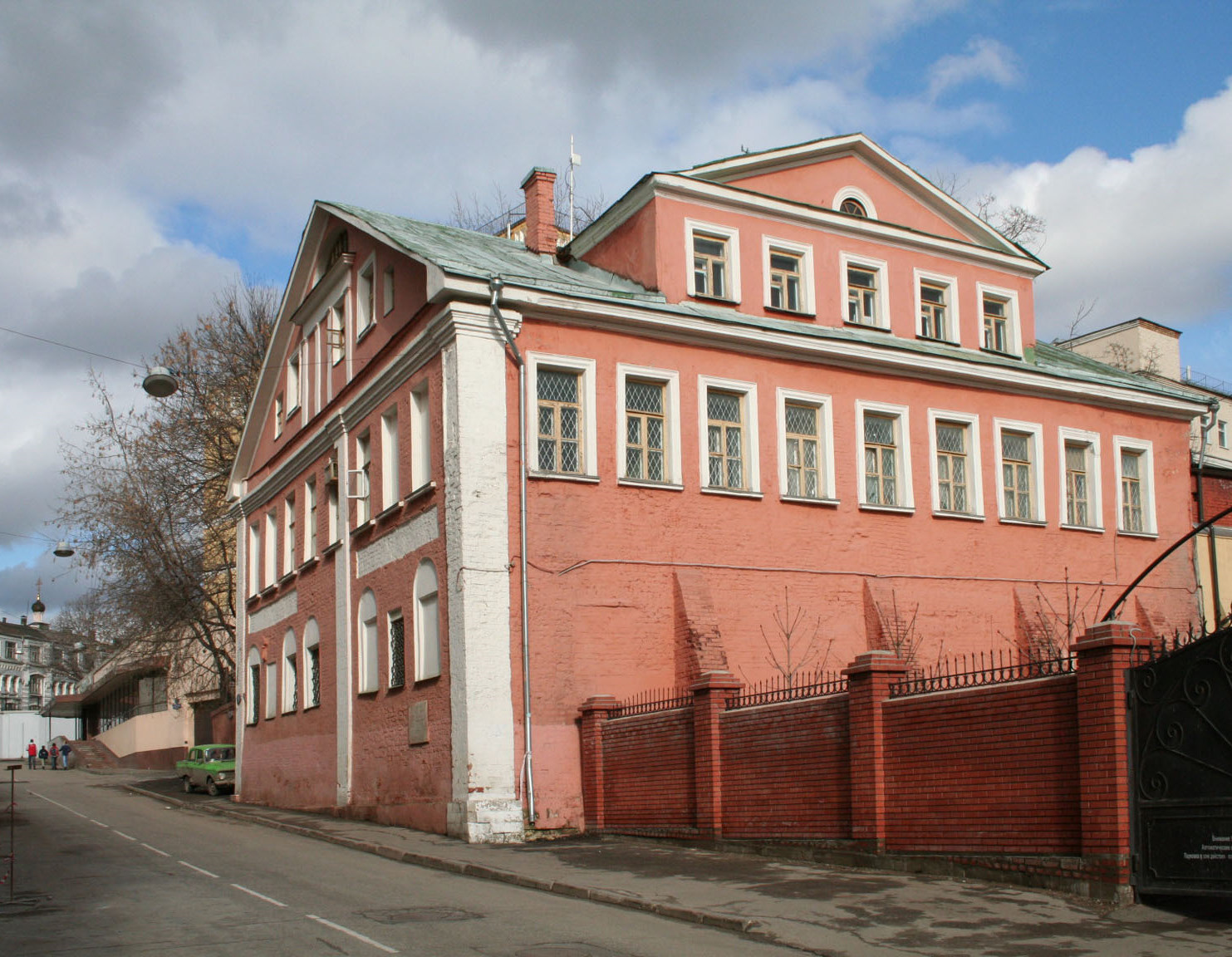
Так называемые «Палаты Шуйских» в Подкопаевском переулке. Правая часть дома относится к XVII веку, левая же пристроена в XVIII веке. Сохранились своды и восстановлены наличники XVII века, оказавшиеся после перестройки дома внутри помещения.  Объект культурного наследия № 7710606000№ 7710606000
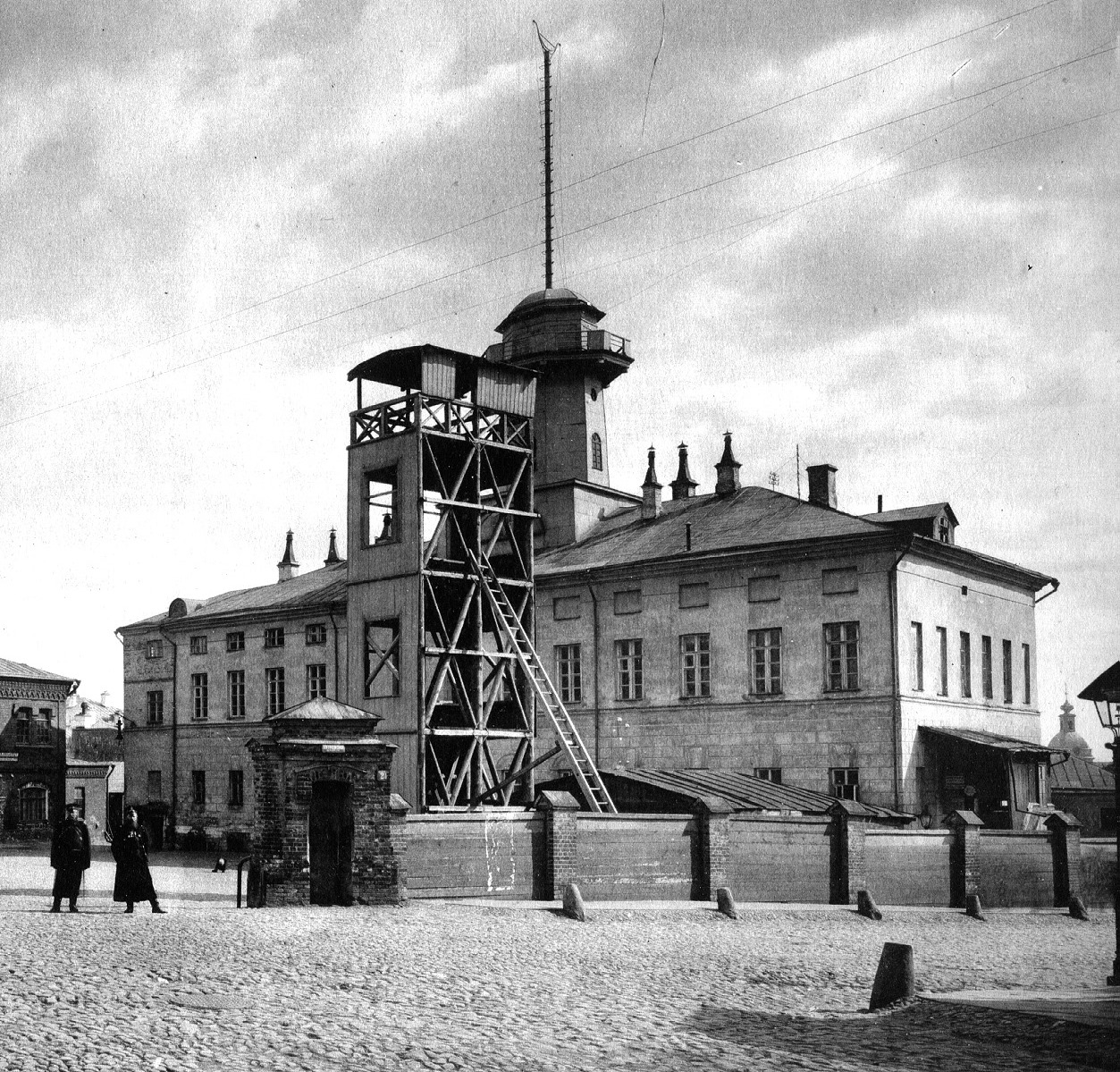
Объект культурного наследия регионального значения — бывшая усадьба графа Ф. А. Остермана (XVIII век) — бывший Мясницкий полицейский дом (XIX в.).
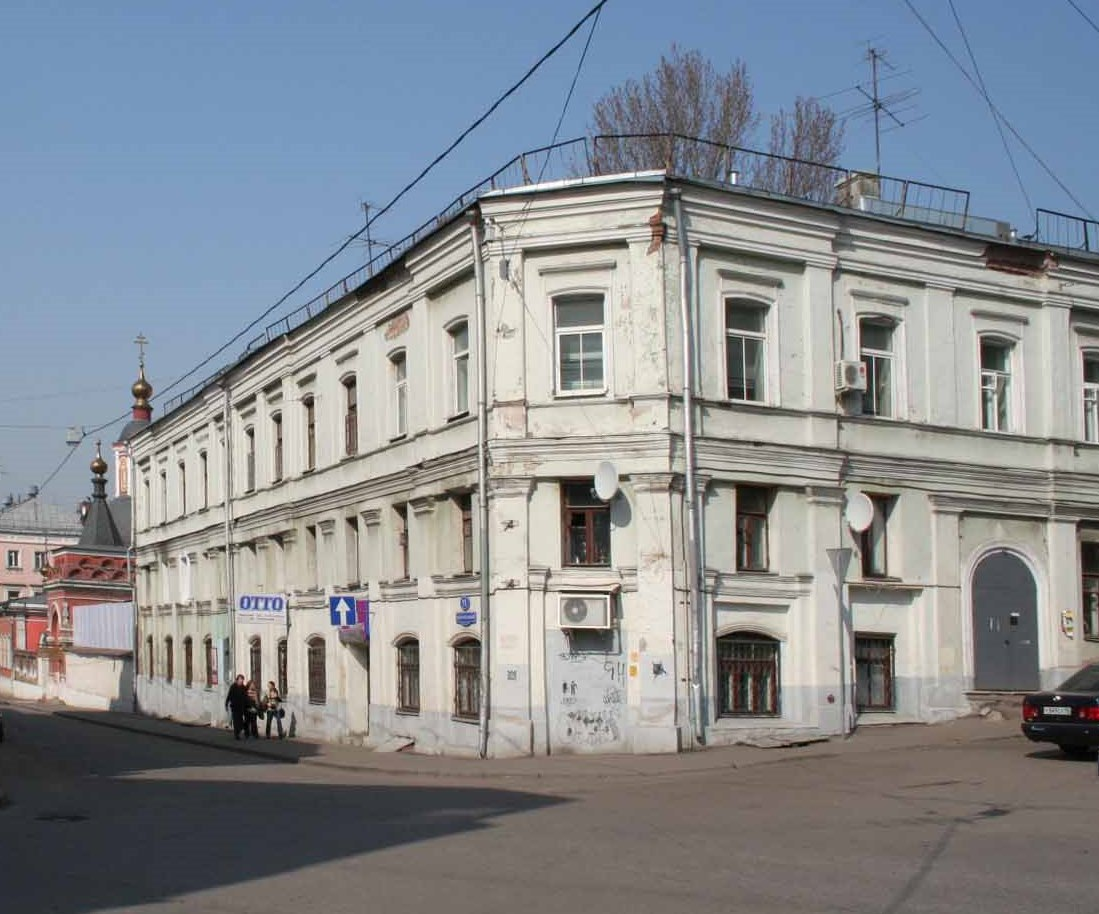
Объект культурного наследия регионального значения — дом Е. П. Ярошенко с палатами (XVII века) стольника Бутурлина Подкопаевский переулок, д.11/11/1 стр.2.
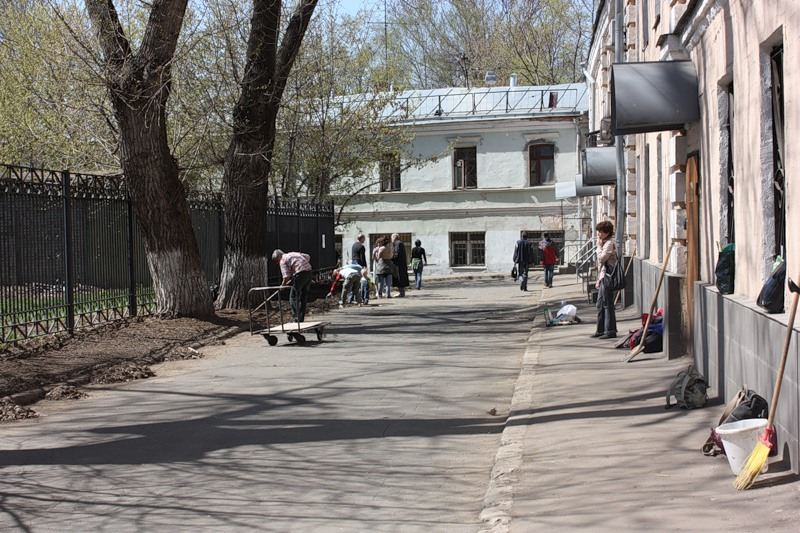
Хитровский субботник, посвящённый 185-летию создания площади. На фото — южная сторона Хитровской площади. Слева видны тополя, посаженные к 100-летию площади. Вдали — часть дома Е. П. Ярошенко с палатами (XVII века) стольника Бутурлина.
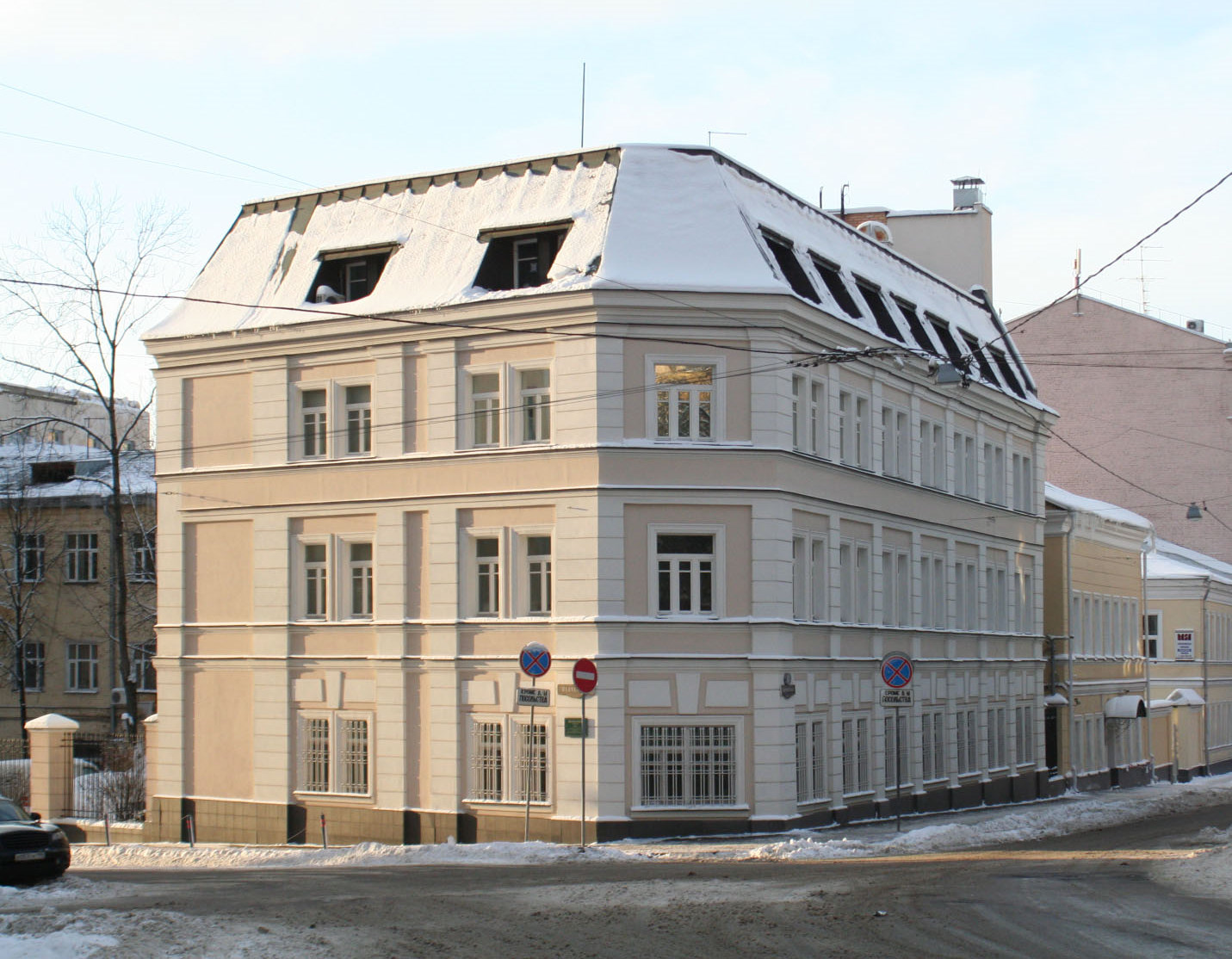
Доходный дом с торговыми лавками Александрийского подворья на Хитровской площади. XIX век. Ныне — Австралийское посольство.
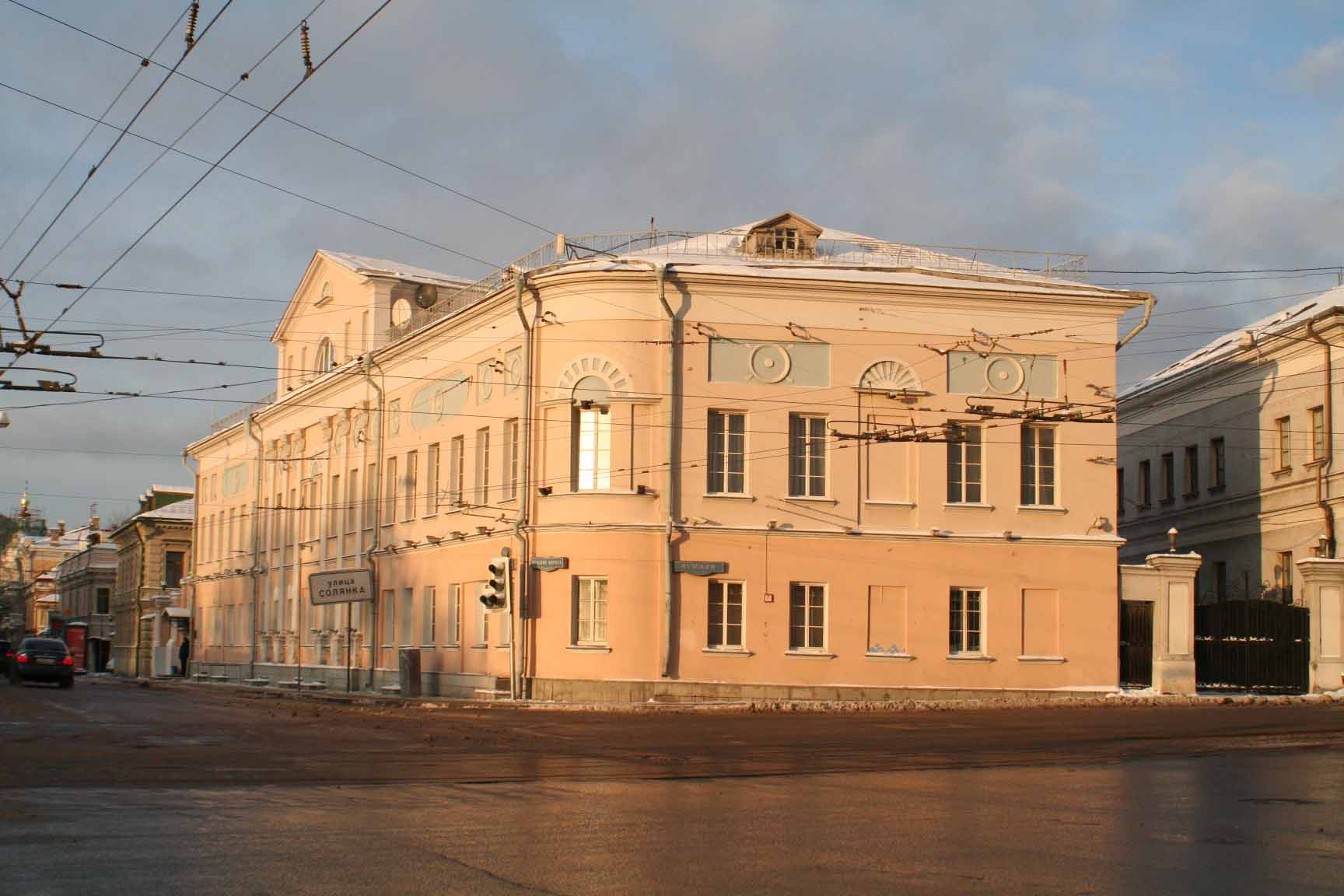
Главный дом городской усадьбы Ф. А. Бокова. Начало XIX века. Арх. Д. И. Жилярди, арх. А. Г. Григорьев. Солянка, дом 15/18.  Объект культурного наследия № 7710785000№ 7710785000
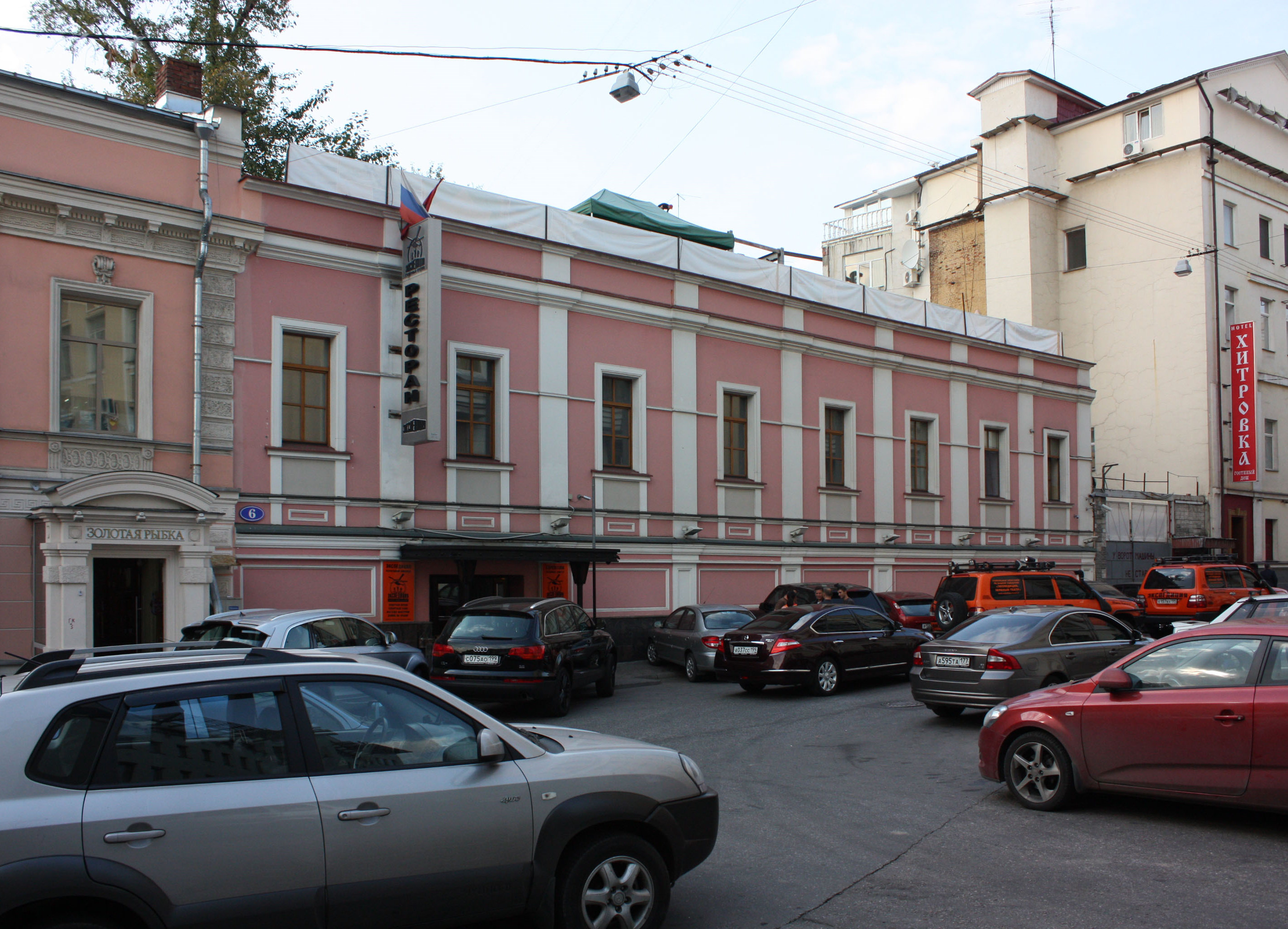
В ресторане «Экспедиция» в Певческом переулке любят бывать известные люди. Именно здесь, 2 марта 2008, после Выборов, Президент России Владимир Путин и избранный Президент России Дмитрий Медведев отобедали вместе, сюда же приехали Председатель Совета Федерации Сергей Миронов, Председатель Госдумы Борис Грызлов, Премьер Виктор Зубков.
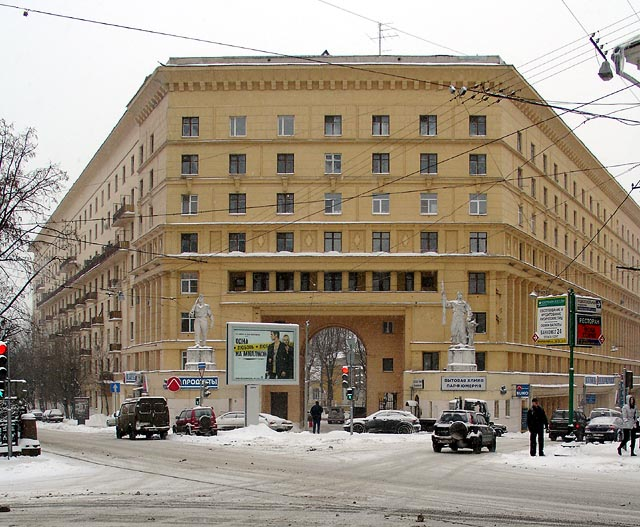
Объект культурного наследия регионального значения — Жилой дом на Яузском бульваре, 1936—1941. Арх. И. А. Голосов. Во дворе этого дома находится Дом Хитрово.

## Окрестности Хитровской площади
В одном квартале от Хитровки расположен Иоанно-Предтеченский женский монастырь и Храм Святого Владимира в Старых Садех. Далее по Старосадскому переулку — Лютеранская церковь свв. Петра и Павла.
Между Большим Трёхсвятительским и Хохловским переулками находится Морозовский сад. В доме Морозовых во время июльского мятежа 1918 базировались левые эсеры. Подавление этого крупного антибольшевистского выступления осуществляли латышские стрелки. Сразу после подавления мятежа в доме побывали Дзержинский и Ленин.
В конце 1980-х в строительном котловане у пересечения Подкопаевского и Большого Трёхсвятительского переулка был обнаружен артиллерийский фугасный снаряд без взрывателя от трёхдюймовой (76-мм) пушки — дополнительное свидетельство ожесточённых боёв в самом центре Москвы.
В Большом Трёхсвятительском переулке — дом-мастерская Исаака Левитана. Построена в 1889 году на средства Марии Фёдоровны Морозовой, матери Саввы Морозова. Здесь бывали Шаляпин, Тимирязев, Чехов, В. А. Серов, А. М. Васнецов, К. А. Коровин. Из морозовского особняка провожали его в последний путь.
В 2016 году в старинных подвалах XVIII века в Подколокольном переулке открылся Культурный центр «Хитровка».

## Хитровка в литературе

### Официальные справочники и путеводители
Топонимы Хитровская площадь и Хитровский переулок продолжали существовать на бытовом уровне, в обиходной речи москвичей как минимум до начала 1950-х годов. В справочниках для разъяснения ситуации пришлось применять указание «бывшая/бывший».
При переименованиях с использованием имени А. М. Горького были нарушены принципы городской топонимики, «кустовость» расположения одинаковых топонимов. В результате появления схожих названий в разных районах Москвы, из которых улица Горького была самым главным, возникли серьёзные проблемы. Были порождены постоянные ошибки в адресации и доставке почтовой корреспонденции, поиске нужного дома приезжими и пр. Для их далеко не окончательного разрешения потребовался не один год. Кроме улицы Горького, остальные объекты стали именоваться «Максима Горького» с акцентом на первом слове. Окончательно проблема могла быть решена лишь возвращением площади и переулку их исторических названий.
Постройка на Хитровской площади здания школы не привела к её утрате. Площадь обслуживалась 26-м отделением милиции и существовала в официальных документах до конца 1950-х годов. Кардинальные изменения произошли при расширением границ Москвы в августе 1960 года до трассы строящейся МКАД, когда стали составляться новые планы города.
С исчезновением с планов города площади Максима Горького её функции по мемориализации Хитровского «дна» взял на себя бывший Хитровский переулок, получивший наименование переулка Максима Горького.
- Справочник улиц г. Москвы. Сост. К. С. Харламова, Л. С. Ерохина и В. И. Оболенская; отв. ред. М. П. Лавочкин. — М.: Изд-во Министерства коммунального хозяйства РСФСР, 1951. — 184 с. — С. 32:

- Горького п. (б. Хитровский п.)
- Горького пл. (б. Хитровская пл.)

- Справочник улиц Москвы. По состоянию на 30 апреля 1955 г. Сост. К. С. Харламова и Л. С. Ерохина; отв. ред. М. П. Лавочкин. — М.: Изд-во МК и МГК КПСС «Московский рабочий», 1955. — 452 с. — С. 57:

- Горького наб.
- Горького п.
- Горького пл.
- Горького ул.

- Справочник улиц Москвы. По состоянию на 1 сентября 1958 г. Сост. Л. С. Ерохина и М. Н. Шуринова; отв. ред. М. П. Лавочкин. — М.: Московский рабочий, 1959. — 496 с. — С. 68, 178:

- Горького наб. — см. Максима Горького наб.
- Горького п. Между пл. Максима Горького и М. Вузовским п.
- Горького пл. — см. Максима Горького пл.
- Горького ул. <...>
- Максима Горького наб.
- Максима Горького пл.

- Улицы Москвы. Справочник. По состоянию на 1 января 1980 г. Авт.-сост. А. К. Климачева, М. Н. Шуринова, Л. Н. Долгов; отв. ред. П. Я. Чубаров. — М.: Московский рабочий, 1980. — 480 с. — С. 75:

- ГОРЬКОГО МАКСИМА наб. — см. Максима Горького наб.
- ГОРЬКОГО пер. (он же пер. Максима Горького).
- ГОРЬКОГО ул.

Переулок не смог полностью вместить в себя смысловое содержание площади. Два рукава, на которые он распадался на её месте, нашли своё отражение в двойственности его наименования, так и не ликвидированной до начала 1990-х годов.

### Краеведческая литература
- Нифонтов А. С. Москва во второй половине XIX столетия. Стенограмма публичной лекции, прочитанной 26 марта 1947 года в Лекционном зале в Москве. — М.: Изд-во «Правда», 1947. — 32 с. — С. 29:

Москва второй половины XIX века поражала своими контрастами. Рядом с банками и новыми магазинами Китай-города ютилась убогая нищета ремесленного Зарядья. Вычурные особняки московских миллионеров ещё более выделялись на фоне городских трущоб Хитровки, Грачёвки, Смоленского рынка и других. Безудержное расточительство капиталистов подчёркивалось бездомным, полуголодным существованием большинства рабочих, ремесленников и городской бедноты...

- Сытин П. В. Откуда произошли названия улиц Москвы. — М.: Московский рабочий, 1959. — 368 с. — С. 104—105:

Горького наб., Кировского р-на. Прежде состояла из набережных: Космодамианской, Комиссариатской, Краснохолмской. В 1935 г., когда набережные были объединены, они были названы именем А. М. Горького (1868—1936) — великого русского писателя, основоположника литературы социалистического реализма, родоначальника советской литературы.
Старые названия были даны: первое — по ц-ви Космы и Дамиана, стоявшей на набережной; второе — по Кригс-комиссариату (интендантству), здание которого доселе стоит на набережной; третье — по близости к местности, называвшейся в старину «Красный холм».
Горького пл., Бауманского р-на. Названа в 1940-х годах. Старое название площади — Хитров рынок, или Хитровская, — было дано по её владельцу в 1820-х годах генералу Хитрово.
Горького пер., Бауманского р-на. Назван в 1940-х годах. Старое название — Хитровский — было дано по находившемуся рядом Хитрову рынку, в трущобах которого ютились изуродованные капитализмом обездоленные люди.
Горького ул., Советского и Свердловского р-нов. В 1935 году две улицы были объединены и названы именем А. М. Горького. Старое название первой улицы — Тверская — было дано по проходившей с XIV в. дороге из Твери (г. Калинин) в Москву. Название второй — 1-я Тверская-Ямская — было дано по слободе ямщиков, поселенных здесь в XVI в.

- Курлат Ф. Л., Соколовский Ю. Е. Познакомьтесь — наша Москва. Прогулки по Москве. — М.: Московский рабочий, 1968. — 416 с. — С. 125—126:

Отсюда Подколокольным переулком можно пройти на площадь Максима Горького. В старой Москве здесь находилась печально знаменитая трущоба — Хитров рынок. Двухэтажные каменные дома представляли собой ночлежки, заселённые нищими, бродягами и уголовными элементами. Это был, как писал Л. Н. Толстой, «центр городской нищеты». Быт и нравы «московского дна» отражены в пьесе М. Горького «На дне». Писатель хорошо знал Хитров рынок. Здесь жили прототипы героев его пьесы. Октябрьская революция навсегда покончила с трущобами в нашей стране. В 1920 г. настал конец и Хитрову рынку. На его месте была создана небольшая площадь, которой присвоили имя великого пролетарского писателя.

Самое последнее известное на сегодняшний день упоминание площади Максима Горького (бывшей Хитровской), как существующей, — 1968 год. Из следующего издания путеводителя тех же авторов, как видно ниже, она уже исключена.
- Курлат Ф. Л., Соколовский Ю. Е. С путеводителем по Москве. — М.: Московский рабочий, 1975. — 456 с. — С. 135:

Проследуем в переулок Максима Горького. В старой Москве здесь находилась печально знаменитая трущоба — Хитров рынок. Двухэтажные каменные дома представляли собой ночлежки, заселённые нищими, бродягами и уголовниками. Это был, как писал Л. Н. Толстой, «центр городской нищеты». Быт и нравы «московского дна» отражены в пьесе М. Горького «На дне». Писатель хорошо знал Хитров рынок. Тут жили прототипы героев его пьесы. Октябрьская революция навсегда покончила с трущобами в нашей стране. В 1920 г. настал конец и Хитрову рынку.

- Кукина Е. М., Кожевников Р. Ф. Рукотворная память Москвы. — М.: Московский рабочий, 1997. — 384 с. — С. 203:

Именем М. Горького в Москве в разное время были названы: центральная улица (ныне вновь переименована — Тверская), переулок (ныне вновь переименован — Хитровский), набережная, Институт мировой литературы и Литературный институт, Центральная киностудия детских и юношеских фильмов, Московский Художественный академический театр, Дворец культуры и Центральный парк культуры и отдыха, станция московского метрополитена (ныне — «Тверская»).

## В популярной культуре

### Документальные и художественные фильмы
- Стачка (1924) Сергея Эйзенштейна[79]
- Шестое июля (1968)[80]
- Розыгрыш (1976)
- Петровка, 38 (1980)
- Чёрный треугольник (1981)
- Покровские Ворота (1982)[81]
- Холодное лето пятьдесят третьего (1988)
- За последней чертой (1991)
- Хрусталёв, машину! (1998)
- Брат-2 (2000)
- Азазель (2002)
- Антикиллер (2002)
- Козлёнок в молоке (2003)
- Москва. Центральный округ (2003)
- Желанная (2003)[82]
- Шпионские игры (сериал) (2004)
- Четыре таксиста и собака (2004)
- Побег (2005).
- Запасной инстинкт (2005)
- Азирис Нуна (2006)[83]
- Четыре таксиста и собака 2 (2006)
- Май (2007).
- Королёв (2007).
- Сыщик Путилин (2007)[84]
- Чёрная молния (2009)[85]
- Московский дворик (1 канал)
- Цыганки (1 канал, 2009)
- Индус (РТР, 2010)
- Инкассаторы (рабочее название, сериал, 1 канал, в производстве. Режиссёр — Ю. Быков, оператор — Г. Булкот), 2011
- Бедные родственники (Режиссёр — Роман Просвирнин, оператор — Ольга Ливинская, РТР, 2012).
- Хитровка. Знак четырёх (2023)

### Телепередачи и сюжеты
- Реставрационные открытия. Храм Николы в Подкопаях. — Московская неделя, ТВЦ, 2008[86]
- «Достояние республики». — Канал Культура, 2009[87]
- Сюжет канала Культура ко дню рождения Гиляровского, 2009[88]
- Документальный фильм о прошлом и настоящем Хитровской площади. Дипломная работа[89], 2011.